# Chaves (Portugal)
Chaves é uma cidade raiana portuguesa localizada na sub-região do Alto Tâmega, pertencendo à região do Norte e ao Distrito de Vila Real.
É sede do Município de Chaves que tem uma área total de 591,23 km2 e 37.419 habitantes (em 2023), e, por isso, uma densidade populacional de 27 habitantes por km2, estando subdividido em 39 freguesias. 
O município é limitado a norte pela comunidade autónoma espanhola da Galiza (província de Ourense), a leste por Vinhais, a sudeste por Valpaços, a sudoeste por Vila Pouca de Aguiar, a oeste por Boticas e a noroeste por Montalegre.

## História

### Pré-história
A presença humana na região de Chaves remonta ao Paleolítico, conforme inúmeros testemunhos de Mairos, Pastoria e de São Lourenço, dentre outros locais, e das civilizações proto-históricas, nomeadamente nos múltiplos castros situados no alto dos montes que envolvem toda a região do Alto Tâmega.

### A antiguidade

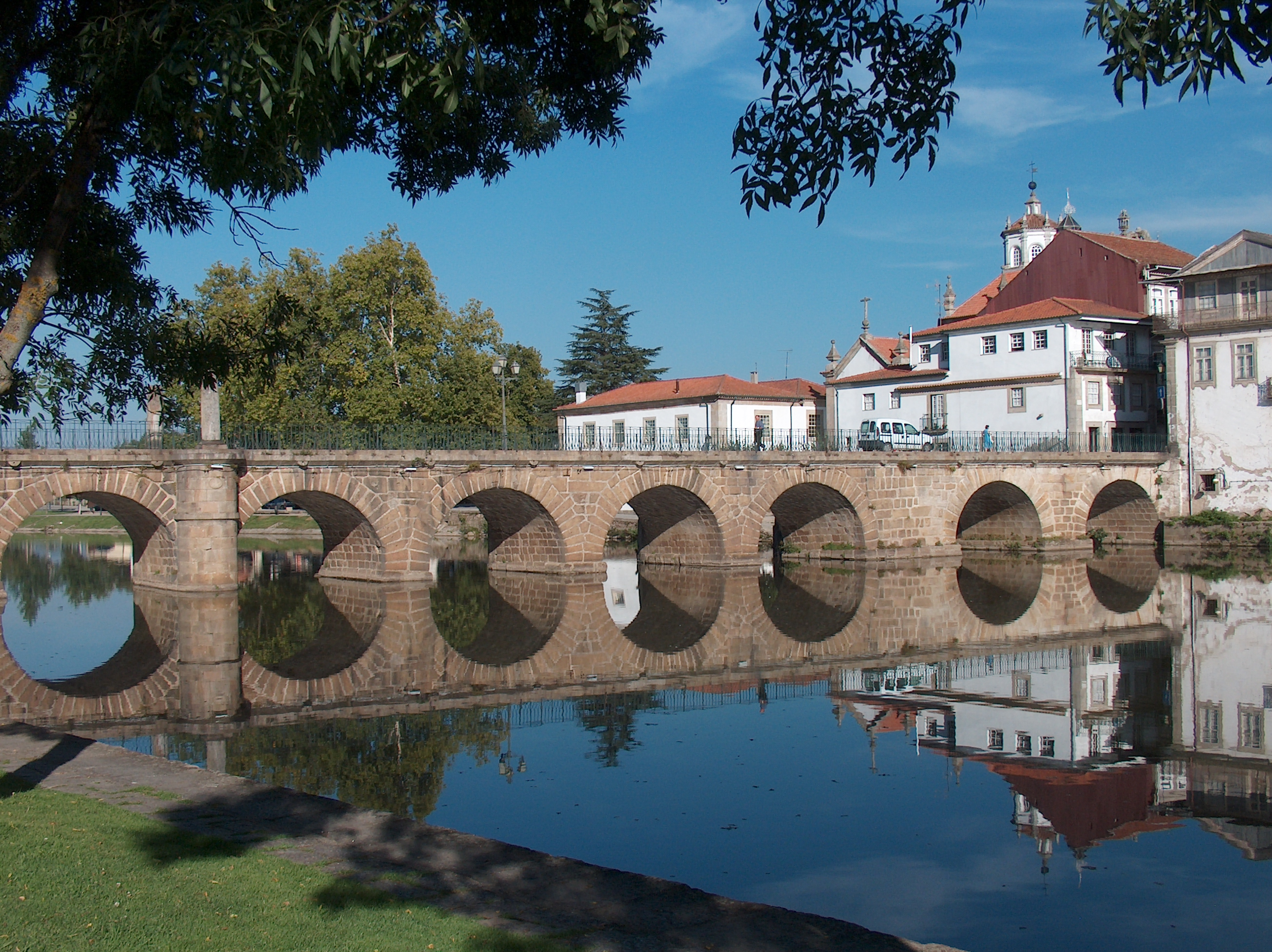
A Ponte de Trajano em Chaves

À época da invasão romana da Península Ibérica, os romanos instalaram-se no vale do rio Tâmega, onde hoje se ergue a cidade e, construíram fortificações pela periferia, aproveitando alguns dos castros existentes.
Para defesa do aglomerado populacional foram erguidas muralhas e, para a travessia do rio, construíram a ponte de Trajano. Fomentaram o uso das águas quentes mineromedicinais, implantando balneários Termais, exploraram minérios, com destaque para filões auríferos, e outros recursos naturais. Acredita-se que a ponte de Trajano foi construída com o auxílio dos legionários da Sétima Legião (Legio VII Gemina Felix).
Tal era a importância desse núcleo urbano, que foi elevado à categoria de Município no ano 79 d.C. quando dominava Tito Flávio Vespasiano, o primeiro capit da família Flávia. Daqui advém a antiga designação Aquae Flaviae da actual cidade de Chaves, bem como o seu gentílico — flaviense.
Calcula-se pelos vestígios encontrados que o núcleo e centro cívico da cidade se situava no alto envolvente da área hoje ocupada pela Igreja Matriz. Ainda hoje lembra a traça romana, com o Fórum, o Capitólio e o Decumanos, que seria a rua Direita. Foi nessa área que foram e ainda são (2006) encontrados os mais relevantes vestígios arqueológicos, expostos no Museu da Região Flaviense, como o caso de uma lápide alusiva a um combate de gladiadores.

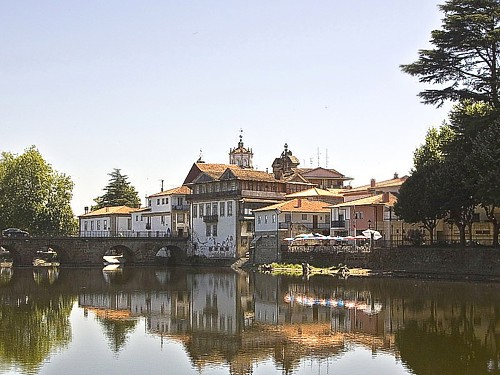
Madalena e o Tâmega — Chaves

O auge da dominação romana verificou-se até ao início do século V, aquando da chegada gradual dos vulgarmente apelidados bárbaros. Eram eles os Suevos, Visigodos e Alanos, provenientes do leste europeu e que puseram termo à colonização romana. As guerras entre Remismundo e Frumário, na disputa do direito ao trono, tiveram como consequência a quase total destruição da cidade, a vitória de Frumário e a prisão de Idácio, notável Bispo de Chaves. O domínio bárbaro durou até que os mouros, oriundos do Norte de África, invadiram a região e venceram Rodrigo, o último monarca visigodo, no início do século VIII. Nestas épocas, aqui tinha sede o bispado flaviense, cujo bispo mais notável foi Idácio, célebre escritor e que muito deixou de informação acerca dos Suevos.
Com os árabes, também o islamismo invadiu o espaço ocupado pelo cristianismo, o que causou uma azeda querela religiosa e provocou a fuga das populações residentes para as montanhas a noroeste, com inevitáveis destruições. As escaramuças entre mouros e cristãos duraram até ao século XI. A cidade começou por ser reconquistada aos mouros no século IX, por D. Afonso, rei de Leão que a reconstruiu parcialmente. Porém, logo depois, no primeiro quartel do século X, voltou a cair no poder dos mouros, até que no século XI, o rei Afonso III de Leão resgatou-a, e ordenou a sua reconstrução e povoação, assim como a edificação de novas muralhas. Já aqui prosperava uma importante judiaria, cuja sinagoga se situava num edifício entre a Travessa da Rua Direita, e a Rua 25 de Abril, onde se lê em antiga inscrição na soleira da porta o nome "Salomão".
O edifício existe, de grande portal encoberto e em degradação (aqui chamado "casa de rebuçados da espanhola"), em lugar cimeiro do típico casario das "muralhas novas".
Foi por volta de 1160 que Chaves integra o país, que já era Portugal, com a participação dos lendários Ruy Lopes e Garcia Lopes, tão intimamente ligados à história da terra.
Pela sua situação fronteiriça, Chaves era vulnerável ao ataque de invasores e como medida de proteção D. Dinis (1279–1325), mandou levantar o castelo e as muralhas que ainda hoje dominam grande parte da cidade e a sua periferia. Cenário de vários episódios bélicos no século XIX celebra a 20 de setembro de 1837, a Convenção de Chaves, após o combate de Ruivães, que pôs termo à revolta Cartista de 1837, ou revolta dos marechais.
Neste concelho, na freguesia de Calvão, aconteceram várias aparições Marianas na década de 1830, foi aí construído o Santuário da Senhora Aparecida.
A 8 de julho de 1912 travou-se um combate entre as forças monárquicas de Paiva Couceiro e as do governo republicano, chefiadas pelo coronel Ribeiro de Carvalho, do qual resultou o fim da 2.ª incursão monárquica. Os intervenientes republicanos desse combate foram homenageados na toponímia de Lisboa, com a designação de uma avenida, a Avenida Defensores de Chaves, entre a Avenida Casal Ribeiro e o Campo Pequeno. A 12 de março de 1929 Chaves foi elevada à categoria de cidade.

## Evolução da população do município
Os Recenseamentos Gerais da população portuguesa tiveram lugar a partir de 1864, regendo-se pelas orientações do Congresso Internacional de Estatística de Bruxelas de 1853. Encontram-se disponíveis para consulta no site do Instituto Nacional de Estatística (INE).
| Número de habitantes | Número de habitantes | Número de habitantes | Número de habitantes | Número de habitantes | Número de habitantes | Número de habitantes | Número de habitantes | Número de habitantes | Número de habitantes | Número de habitantes | Número de habitantes | Número de habitantes | Número de habitantes | Número de habitantes | Número de habitantes |
| -------------------- | -------------------- | -------------------- | -------------------- | -------------------- | -------------------- | -------------------- | -------------------- | -------------------- | -------------------- | -------------------- | -------------------- | -------------------- | -------------------- | -------------------- | -------------------- |
| 1864                 | 1878                 | 1890                 | 1900                 | 1911                 | 1920                 | 1930                 | 1940                 | 1950                 | 1960                 | 1970                 | 1981                 | 1991                 | 2001                 | 2011                 | 2021                 |
| 31 815               | 35 159               | 42 109               | 36 781               | 37 913               | 36 745               | 40 702               | 47 527               | 54 406               | 57 243               | 43 520               | 45 883               | 40 940               | 43 667               | 41 243               | 37 590               |

(Obs.: Número de habitantes "residentes", ou seja, que tinham a residência oficial neste município à data em que os censos se realizaram.)
| Número de habitantes por grupo etário | Número de habitantes por grupo etário | Número de habitantes por grupo etário | Número de habitantes por grupo etário | Número de habitantes por grupo etário | Número de habitantes por grupo etário | Número de habitantes por grupo etário | Número de habitantes por grupo etário | Número de habitantes por grupo etário | Número de habitantes por grupo etário | Número de habitantes por grupo etário | Número de habitantes por grupo etário | Número de habitantes por grupo etário | Número de habitantes por grupo etário |
| ------------------------------------- | ------------------------------------- | ------------------------------------- | ------------------------------------- | ------------------------------------- | ------------------------------------- | ------------------------------------- | ------------------------------------- | ------------------------------------- | ------------------------------------- | ------------------------------------- | ------------------------------------- | ------------------------------------- | ------------------------------------- |
|                                       | 1900                                  | 1911                                  | 1920                                  | 1930                                  | 1940                                  | 1950                                  | 1960                                  | 1970                                  | 1981                                  | 1991                                  | 2001                                  | 2011                                  | 2021                                  |
| 0-14 Anos                             | 12 403                                | 13 562                                | 12 556                                | 13 978                                | 17 017                                | 18 284                                | 19 888                                | 15 320                                | 12 507                                | 8 236                                 | 6 269                                 | 5 030                                 | 3 737                                 |
| 15-24 Anos                            | 6 998                                 | 6 730                                 | 6 976                                 | 7 750                                 | 8 654                                 | 10 636                                | 9 918                                 | 6 755                                 | 8 662                                 | 6 626                                 | 6 251                                 | 4 253                                 | 3 330                                 |
| 25-64 Anos                            | 15 410                                | 15 242                                | 14 909                                | 16 137                                | 18 741                                | 21 818                                | 23 897                                | 17 665                                | 19 446                                | 19 671                                | 22 511                                | 21 863                                | 18 432                                |
| = ou > 65 Anos                        | 1 765                                 | 2 265                                 | 2 255                                 | 2 476                                 | 2 831                                 | 3 149                                 | 3 540                                 | 3 780                                 | 5 268                                 | 6 407                                 | 8 636                                 | 10 097                                | 12 091                                |

(Obs: De 1900 a 1950 os dados referem-se à população "de facto", ou seja, que estava presente no município à data em que os censos se realizaram. Daí que se registem algumas diferenças relativamente à designada população residente)

### Evolução da população — 1864 a 1991
Analisando a evolução da população do concelho de Chaves, nestes 127 anos, verifica-se uma subida de, aproximadamente, 29% no seu total, o que significa que o valor da população passou de 31.815 em 1864 para 40.940 em 1991 (INE).
Esta subida não é homogénea nem gradual, especialmente nos períodos de 1878 a 1890 (em que se regista um acréscimo de 19,6%), e 1960 a 1970 em que houve uma quebra aproximada de 24%. É notório que o período de 1864 a 1920 tem ritmos de evolução idênticos aos de 1920 a 1991, embora os volumes dessa variação sejam distintos. Por outro lado, tal como a partir de 1920 se quebrou o ciclo da emigração transatlântica (crise económica), configura-se a partir de 1991 a quebra do ciclo da emigração europeia, já que novos horizontes se desenharam para a Europa com o Tratado de Maastricht.
No que respeita às freguesias do concelho, é interessante verificar que, das 45 que o constituíam em 1864 (e para um período de mais de cem anos), 31 apresentam valores de população mais baixos em 1991 do que os registados no primeiro recenseamento.
Verificamos ainda que o aumento de 29% no total do concelho para o período referido se deve, essencialmente, ao crescimento das freguesias urbanas registado durante as décadas de 1970 e 1980. As freguesias da periferia montanhosa assistem a partir de 1960 a constantes recidivas na sua população. Este fenómeno é bem conhecido pois, as cidades, crescem com a particularidade de as populações se acumularem progressivamente na periferia contígua (uma periferia cada vez mais ampla), enquanto nos seus limites administrativos, algumas aglomerações urbanas, registam mesmo decréscimo demográfico.
Este abandono do meio rural montanhoso e excêntrico não é exclusivo de hoje, já Estrabão havia referido que os povos da Península habitavam lugares montanhosos e dispersos por pequenas povoações; depois, César, obrigou-os a abandonar esses locais para habitarem nas planícies. Isto, ao que parece, foi naturalmente uma estratégia dos romanos para mais facilmente os dominarem e controlarem hoje, contudo, as motivações são outras. As gentes da montanha são novamente obrigadas a habitarem as planícies, conduzidas agora pela necessidade de sobrevivência económica. Assiste-se na atualidade a um fenómeno semelhante ao descrito por Estrabão por volta do ano de 58 a.C.

### Densidade populacional

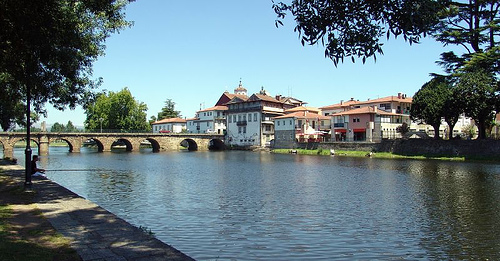
Madalena e o Tâmega — Chaves

No concelho de Chaves, desde 1900 a 1960, a densidade populacional tem vindo a aumentar e, aos 62,3 hab./km2 no início do século, sobrepõem-se em 1960, 96,9 hab./km2, o que é superior à média nacional, que neste mesmo ano foi de 93,8 hab./km2. Estes números traduzem claramente o aumento da população verificado neste período.
Na década de 1960, registou-se uma queda geral nas densidades, não só do concelho, como também do distrito e mesmo do continente. Assim, Chaves (concelho) passou de 96,9 hab./km2 no início desta mesma década para 73,7 hab./km2 em 1970. O distrito de Vila Real, em 1970 registou apenas uma densidade populacional de 62,6 hab./km2 e o continente de 91,9 hab./km2. Neste período, as densidades embora tenham sido superiores às do distrito foram, todavia, inferiores à média nacional devido ao saldo migratório negativo (-21 448 pessoas no concelho).
No que respeita às freguesias nota-se em algumas, valores mais baixos que os registados em 1900 (é o caso de Vilarelho da Raia). Na década seguinte, devido à menor saída da população (saldo migratório negativo de 1 432 indivíduos), a densidade voltou a aumentar no concelho, sendo de 77,7 hab./km2 valor que é superior ao do distrito (62,3 hab./km2). É claro que a densidade aumentou mais no centro urbano e freguesias contíguas em detrimento da zona rural do concelho que registou decréscimo em várias freguesias .
Este crescimento verificado no núcleo urbano deve-se, fundamentalmente, à expansão do sector terciário, tanto na área dos serviços como na do comércio. Isto revela claramente a atracção que o centro exerce sobre as populações vizinhas. Assim, a Norte do centro urbano e ao longo do rio, as densidades populacionais são mais elevadas que na região análoga a sul. No entanto, regista-se como excepção Vidago (vila) que, em 1981, possuía 219 hab./km2, sendo a freguesia com maior densidade logo a seguir a Chaves (hoje dividida em três, Santa Maria Maior, Madalena e Santa Cruz-Trindade), e que contava, no mesmo ano, com 1.170,3 hab./km2.

## Política

### Eleições autárquicas[6]
| Data | %       | V       | %     | V     | %       | V       | %            | V            | %              | V          | %              | v    | %              | V      | %              | V   | %       | V       | %  | V  | Participação |                |
| Data | PPD/PSD | PPD/PSD | PS    | PS    | CDS-PP  | CDS-PP  | FEPU/APU/CDU | FEPU/APU/CDU | PCTP/ MRPP     | PCTP/ MRPP | GDUP           | GDUP | UDP/BE         | UDP/BE | IND            | IND | PSD/CDS | PSD/CDS | CH | CH | Participação |                |
| ---- | ------- | ------- | ----- | ----- | ------- | ------- | ------------ | ------------ | -------------- | ---------- | -------------- | ---- | -------------- | ------ | -------------- | --- | ------- | ------- | -- | -- | ------------ | -------------- |
| Data | 1976    | 50,38   | 5     | 25,56 | 2       | 7,76    | –            | 4,41         | –              | 2,49       | –              | 1,59 | –              |        |                |     |         |         |    |    |              | 56,44 / 100,00 |
| 1979 | 69,30   | 6       | 18,21 | 1     |         |         | 5,99         | –            | 1,19           | –          |                |      | 1,75           | –      | 67,45 / 100,00 |     |         |         |    |    |              |                |
| 1982 | 53,17   | 4       | 22,33 | 2     | 11,37   | 1       | 6,38         | –            |                |            | 1,16           | –    | 64,16 / 100,00 |        |                |     |         |         |    |    |              |                |
| 1985 | 63,95   | 6       | 14,73 | 1     | 8,68    | –       | 7,23         | –            | 0,85           | –          | 58,34 / 100,00 |      |                |        |                |     |         |         |    |    |              |                |
| 1989 | 43,64   | 3       | 47,74 | 4     | 2,90    | –       | 1,98         | –            |                |            | 62,21 / 100,00 |      |                |        |                |     |         |         |    |    |              |                |
| 1993 | 35,74   | 3       | 54,42 | 4     | 4,95    | –       | 1,35         | –            | 63,76 / 100,00 |            |                |      |                |        |                |     |         |         |    |    |              |                |
| 1997 | 42,89   | 3       | 48,92 | 4     | 2,64    | –       | 1,84         | –            | 61,18 / 100,00 |            |                |      |                |        |                |     |         |         |    |    |              |                |
| 2001 | 51,12   | 4       | 41,26 | 3     | 1,88    | –       | 2,39         | –            | 63,22 / 100,00 |            |                |      |                |        |                |     |         |         |    |    |              |                |
| 2005 | 48,10   | 4       | 40,47 | 3     | 2,54    | –       | 4,89         | –            | 62,66 / 100,00 |            |                |      |                |        |                |     |         |         |    |    |              |                |
| 2009 | 58,18   | 5       | 31,10 | 2     | 2,71    | –       | 4,82         | –            | 57,55 / 100,00 |            |                |      |                |        |                |     |         |         |    |    |              |                |
| 2013 | 39,41   | 3       | 29,71 | 3     | 3,15    | –       | 6,24         | –            | 14,95          | 1          | 53,77 / 100,00 |      |                |        |                |     |         |         |    |    |              |                |
| 2017 | 34,95   | 3       | 51,43 | 4     | 2,39    | –       | 5,65         | –            | 1,34           | –          |                |      | 55,37 / 100,00 |        |                |     |         |         |    |    |              |                |
| 2021 | CDS–PP  | CDS–PP  | 54,55 | 4     | PPD/PSD | PPD/PSD | 3,19         | –            |                |            | 36,43          | 3    | 2,10           | –      | 55,51 / 100,00 |     |         |         |    |    |              |                |

### Eleições legislativas
| Data | %     | %     | %     | %     | %     | %     | %        | %     | %    | %     | %    | %   | %       | % | %  | %  |  |
| Data | PSD   | PS    | CDS   | PCP   | UDP   | AD    | APU/ CDU | FRS   | PRD  | PSN   | BE   | PAN | PSD CDS | L | CH | IL |  |
| ---- | ----- | ----- | ----- | ----- | ----- | ----- | -------- | ----- | ---- | ----- | ---- | --- | ------- | - | -- | -- |  |
| Data | 1976  | 42,09 | 23,69 | 15,68 | 3,28  | 0,95  |          |       |      |       |      |     |         |   |    |    |  |
| 1979 | AD    | 21,19 | AD    | APU   | 1,65  | 60,74 | 6,18     |       |      |       |      |     |         |   |    |    |  |
| 1980 | AD    | FRS   | AD    | APU   | 0,77  | 65,55 | 5,15     | 20,43 |      |       |      |     |         |   |    |    |  |
| 1983 | 49,61 | 29,20 | 8,80  | APU   | 0,72  |       | 5,19     |       |      |       |      |     |         |   |    |    |  |
| 1985 | 50,87 | 19,75 | 8,34  | APU   | 0,86  | 6,12  | 6,94     |       |      |       |      |     |         |   |    |    |  |
| 1987 | 65,79 | 17,44 | 4,63  | CDU   | 0,45  | 4,10  | 1,18     |       |      |       |      |     |         |   |    |    |  |
| 1991 | 62,29 | 26,43 | 3,76  | CDU   |       | 2,28  | 0,32     | 1,07  |      |       |      |     |         |   |    |    |  |
| 1995 | 47,87 | 38,92 | 6,66  | CDU   | 0,33  | 2,02  |          | 0,33  |      |       |      |     |         |   |    |    |  |
| 1999 | 46,82 | 39,98 | 6,07  | CDU   |       | 2,40  | 0,39     | 0,84  |      |       |      |     |         |   |    |    |  |
| 2002 | 58,49 | 28,41 | 6,72  | CDU   | 2,12  |       | 0,92     |       |      |       |      |     |         |   |    |    |  |
| 2005 | 41,87 | 41,85 | 6,37  | CDU   | 2,79  | 2,46  |          |       |      |       |      |     |         |   |    |    |  |
| 2009 | 45,21 | 32,52 | 8,97  | CDU   | 2,90  | 5,83  |          |       |      |       |      |     |         |   |    |    |  |
| 2011 | 54,77 | 25,32 | 8,18  | CDU   | 3,09  | 2,45  | 0,58     |       |      |       |      |     |         |   |    |    |  |
| 2015 | CDS   | 30,63 | PSD   | CDU   | 3,05  | 5,53  | 0,72     | 51,63 | 0,38 |       |      |     |         |   |    |    |  |
| 2019 | 38,34 | 37,07 | 4,16  | CDU   | 3,14  | 6,16  | 1,84     |       | 0,61 | 0,80  | 0,32 |     |         |   |    |    |  |
| 2022 | 38,13 | 41,57 | 1,48  | CDU   | 1,86  | 2,37  | 0,75     | 0,62  | 8,85 | 1,61  |      |     |         |   |    |    |  |
| 2024 | AD    | 28,87 | AD    | CDU   | 35,83 | 1,41  | 2,54     | 0,93  | 1,47 | 20,80 | 1,92 |     |         |   |    |    |  |
| 2025 | AD    | 23,09 | AD    | CDU   | 41,12 | 1,35  | 1,01     | 0,78  | 1,53 | 24,08 | 2,29 |     |         |   |    |    |  |

## Freguesias

Freguesias do município de Chaves (desde 2013)

O município é subdividido em 39 freguesias:
- Águas Frias
- Anelhe
- Bustelo
- Calvão e Soutelinho da Raia
- Cimo de Vila da Castanheira
- Curalha
- Eiras, São Julião de Montenegro e Cela
- Ervededo
- Faiões
- Lama de Arcos
- Loivos e Póvoa de Agrações
- Madalena e Samaiões
- Mairos
- Moreiras
- Nogueira da Montanha
- Oura
- Outeiro Seco
- Paradela de Monforte
- Planalto de Monforte
- Redondelo
- Sanfins
- Santa Cruz/Trindade e Sanjurge
- Santa Leocádia
- Santa Maria Maior
- Santo António de Monforte
- Santo Estêvão
- São Pedro de Agostém
- São Vicente
- Soutelo e Seara Velha
- Travancas e Roriz
- Tronco
- Vale de Anta
- Vidago
- Vila Verde da Raia
- Vilar de Nantes
- Vilarelho da Raia
- Vilas Boas
- Vilela do Tâmega
- Vilela Seca

## Demografia
Com os Censos 2021, o município de Chaves registou 37 592 habitantes, menos 3651 habitantes comparado com os Censos de 2011, quando foram registados 41 243 habitantes. Uma das 39 freguesias registou um crescimento populacional, enquanto a média foi de –8,9%.
| Freguesia                              | Habitantes (2021) | Habitantes (2011) | Variação |
| -------------------------------------- | ----------------- | ----------------- | -------- |
| Águas Frias                            | 607               | 746               | –18,6%   |
| Anelhe                                 | 444               | 476               | –6,7%    |
| Bustelo                                | 449               | 519               | –13,5%   |
| Calvão e Soutelinho da Raia            | 431               | 503               | –14,3%   |
| Cimo da Vila de Castanheira            | 338               | 479               | –29,4%   |
| Curalha                                | 416               | 469               | –11,3%   |
| Eiras, São Julião de Montenegro e Cela | 850               | 970               | –12,4%   |
| Ervededo                               | 595               | 646               | –7,9%    |
| Faiões                                 | 831               | 873               | –4,8%    |
| Lama de Arcos                          | 291               | 316               | –7,9%    |
| Loivos e Póvoa de Agrações             | 586               | 739               | –20,7%   |
| Madalena e Samaiões                    | 2 416             | 2 669             | –9,5%    |
| Mairos                                 | 271               | 344               | –21,4%   |
| Moreiras                               | 216               | 273               | –20,9%   |
| Nogueira da Montanha                   | 461               | 529               | –12,9%   |
| Oura                                   | 515               | 602               | –14,5%   |
| Outeiro Seco                           | 849               | 938               | –9,5%    |
| Paradela                               | 216               | 262               | –17,6%   |
| Planalto de Monforte                   | 260               | 299               | –13,0%   |
| Redondelo                              | 455               | 527               | –13,7%   |
| Sanfins                                | 200               | 236               | –15,3%   |
| Santa Cruz/Trindade e Sanjure          | 3 381             | 3 430             | –1,4%    |
| Santa Leocádia                         | 254               | 324               | –21,6%   |
| Santa Maria Maior                      | 11 410            | 12 019            | –5,1%    |
| Santo António de Monforte              | 397               | 454               | –12,6%   |
| Santo Estêvão                          | 543               | 607               | –10,5%   |
| São Pedro de Agostém                   | 1 323             | 1 419             | –6,8%    |
| São Vicente                            | 185               | 227               | –18,5%   |
| Soutelo e Seara Velha                  | 461               | 515               | –10,5%   |
| Travancas e Roriz                      | 454               | 566               | –19,8%   |
| Tronco                                 | 202               | 218               | –7,3%    |
| Vale de Anta                           | 1 625             | 1 543             | +5,3%    |
| Vidago                                 | 1 728             | 1 991             | –13,2%   |
| Vila Verde da Raia                     | 815               | 993               | –17,9%   |
| Vilar de Nantes                        | 1 898             | 2 084             | –8,9%    |
| Vilarelho da Raia                      | 464               | 558               | –16,8%   |
| Vilas Boas                             | 164               | 195               | –15,9%   |
| Vilela do Tâmega                       | 353               | 409               | –13,7%   |
| Vilela Seca                            | 238               | 276               | –13,8%   |
| Chaves                                 | 37 592            | 41 243            | –8,9%    |

### Titus Flavius Vespasiano

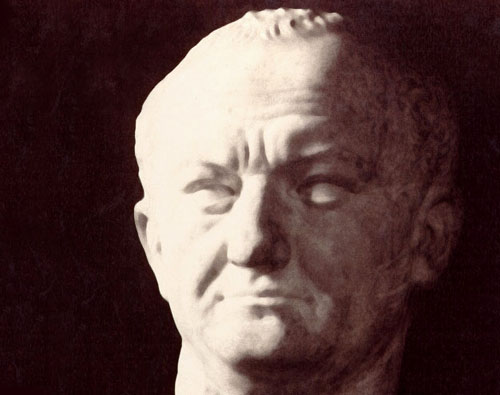
Titus Flavius Vespasiano

## Património

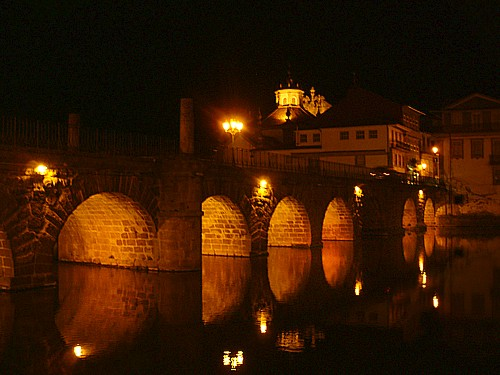
Ponte de Trajano
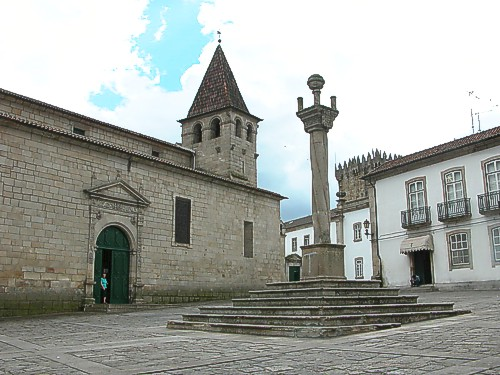
Largo do Pelourinho
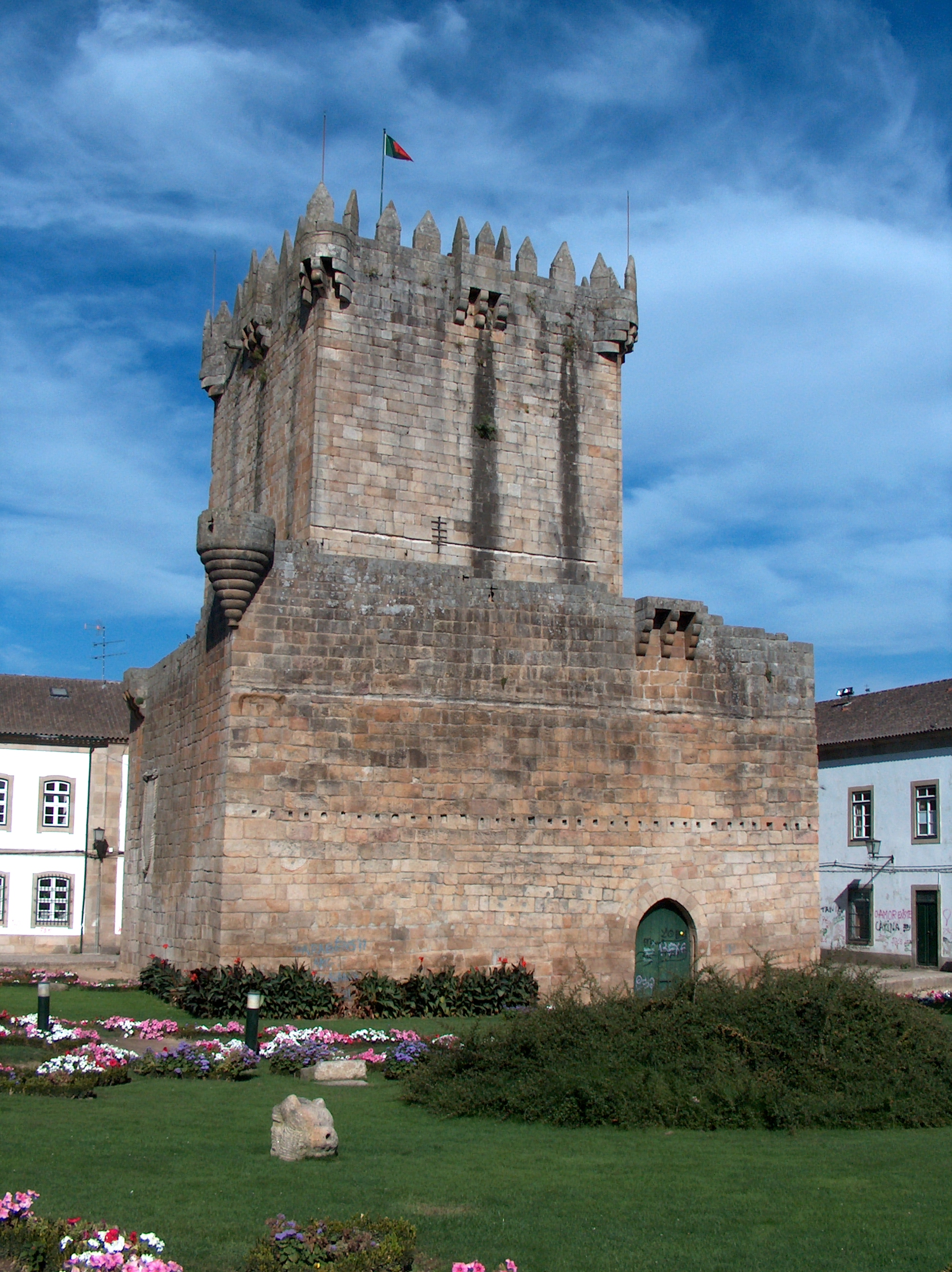
Torre de Menagem
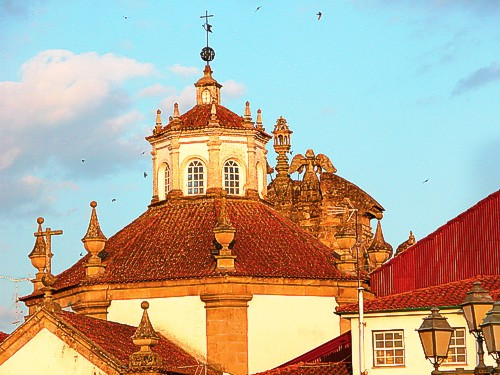
Igreja da Madalena vista do rio
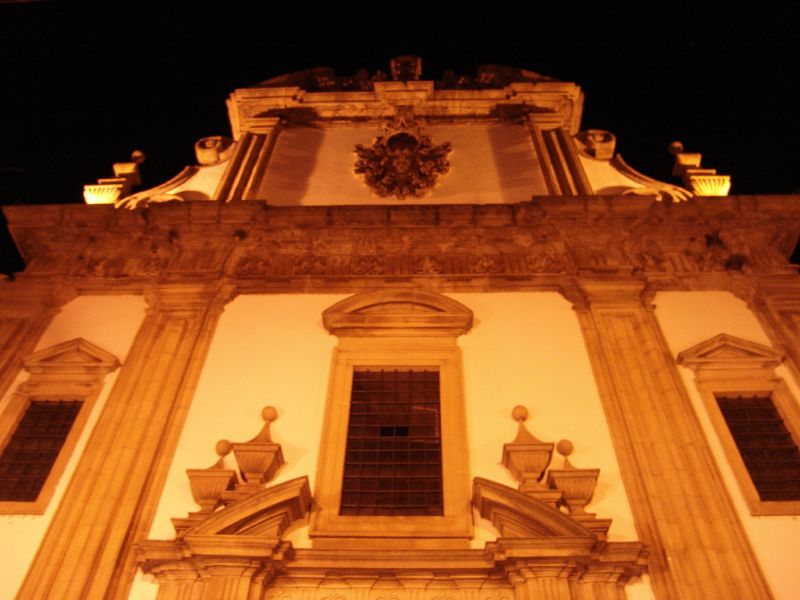
Igreja da Madalena
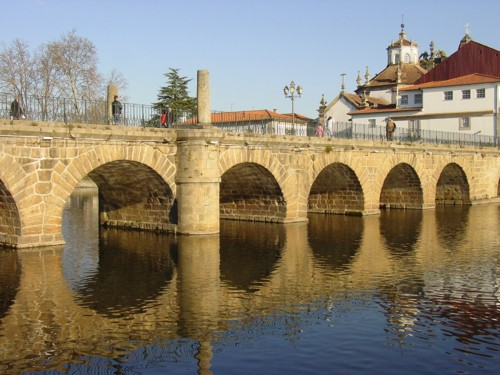
Ponte de Trajano e Ex-Libris
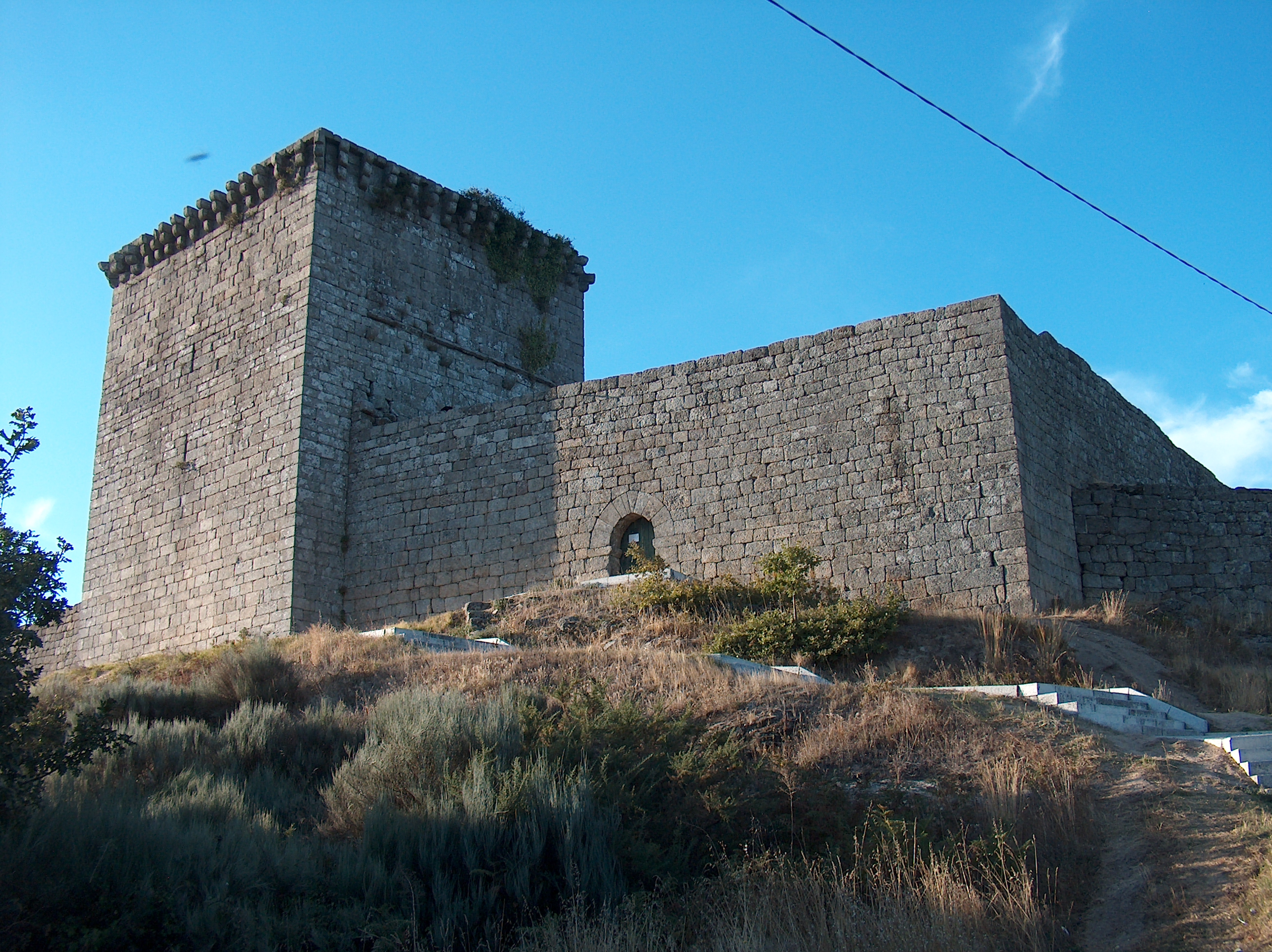
Castelo de Monforte
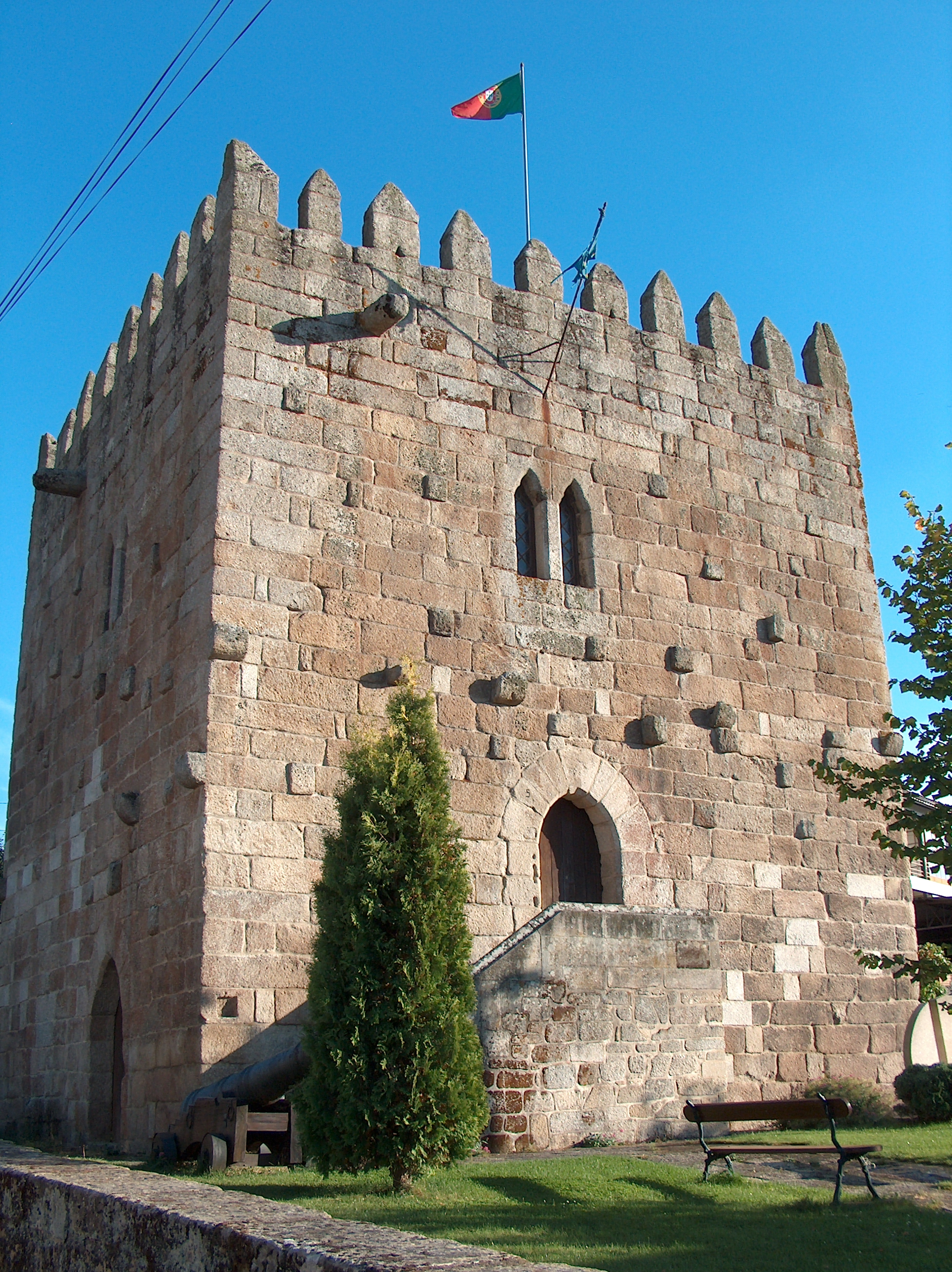
Castelo de Santo Estêvão
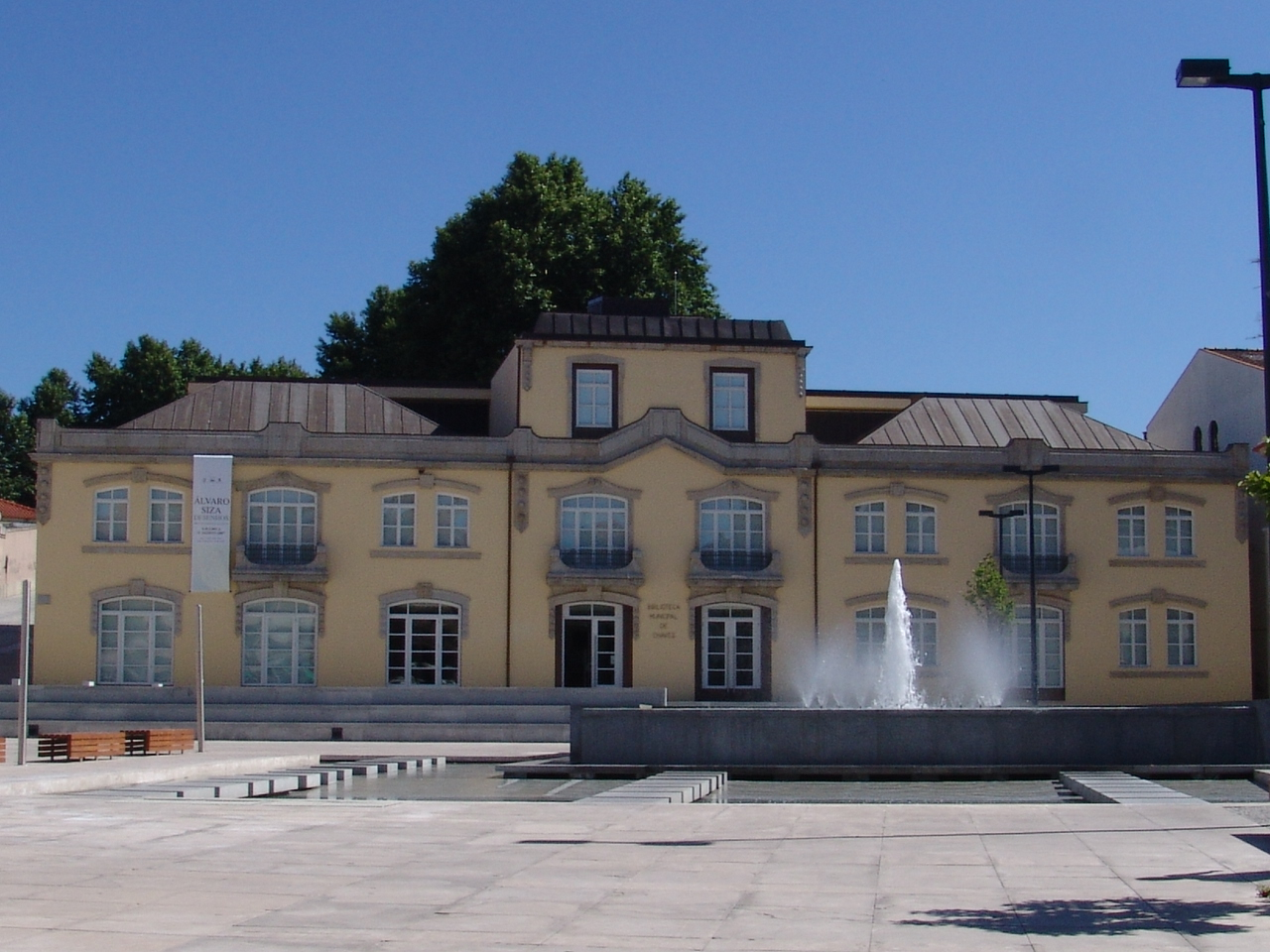
Biblioteca Municipal de Chaves
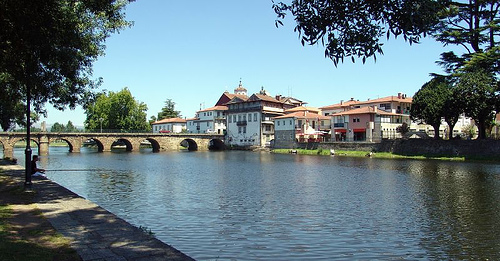
Madalena e o Tâmega — Chaves
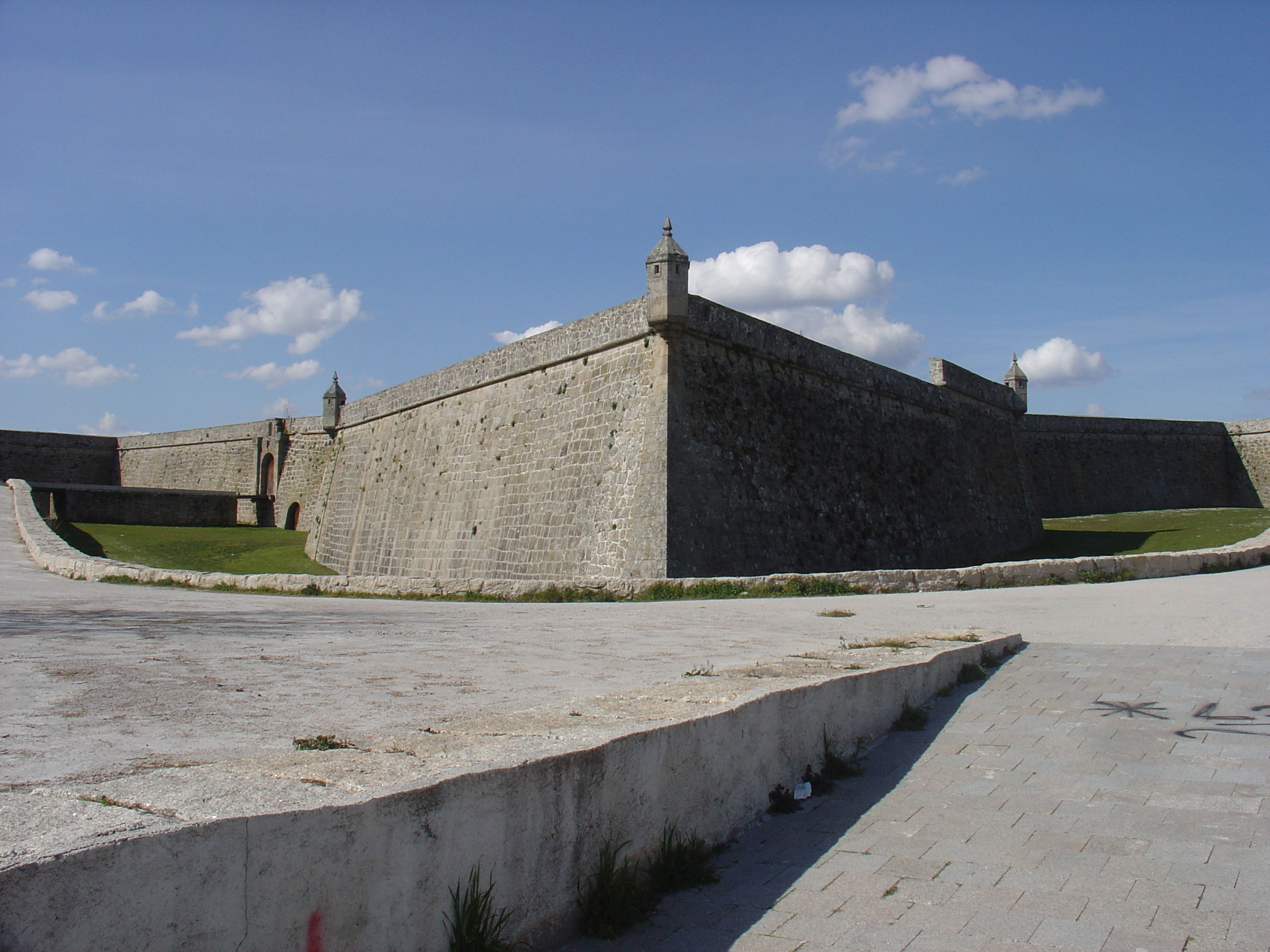
Forte de S. Neutel
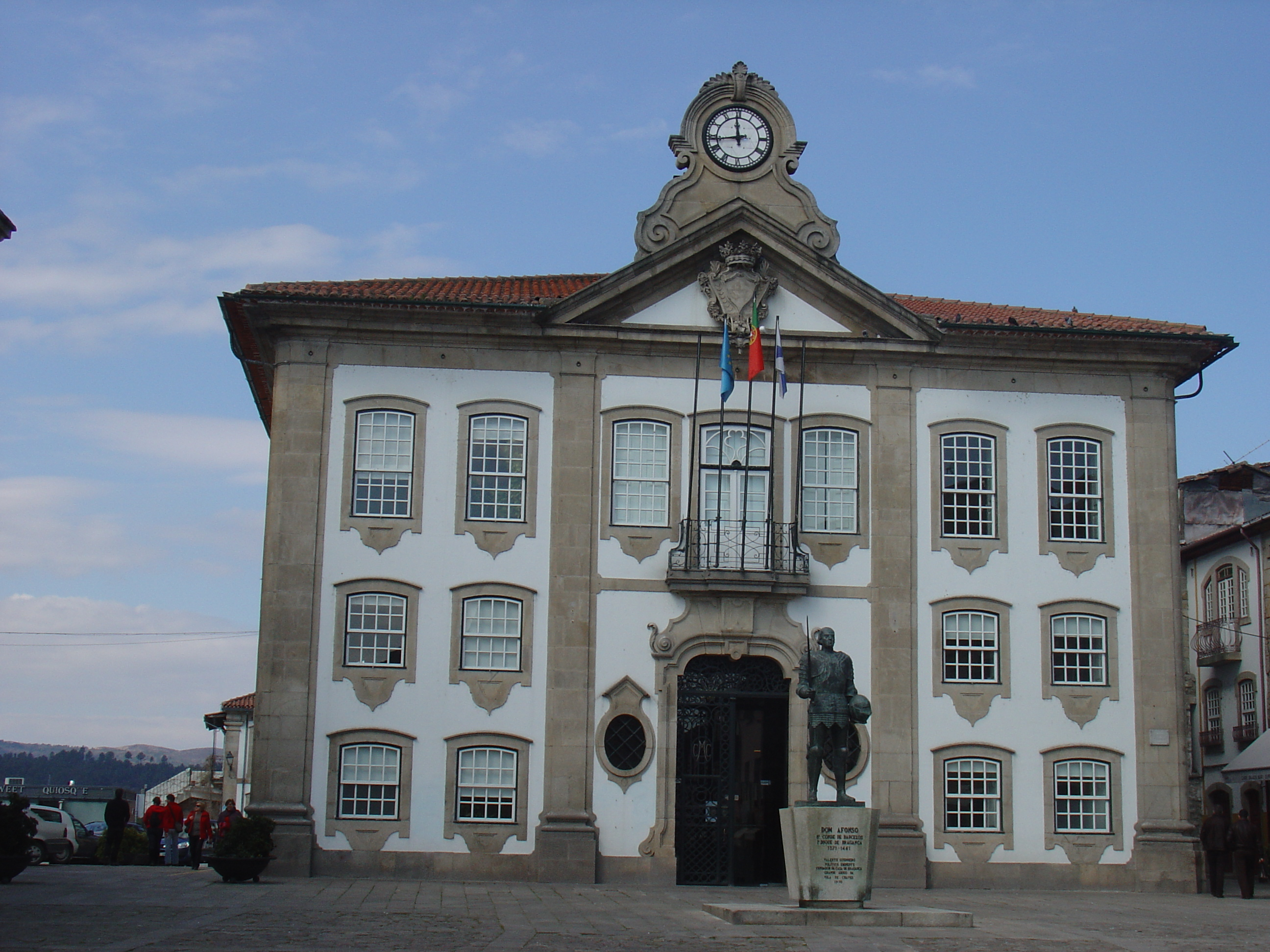
Câmara Municipal
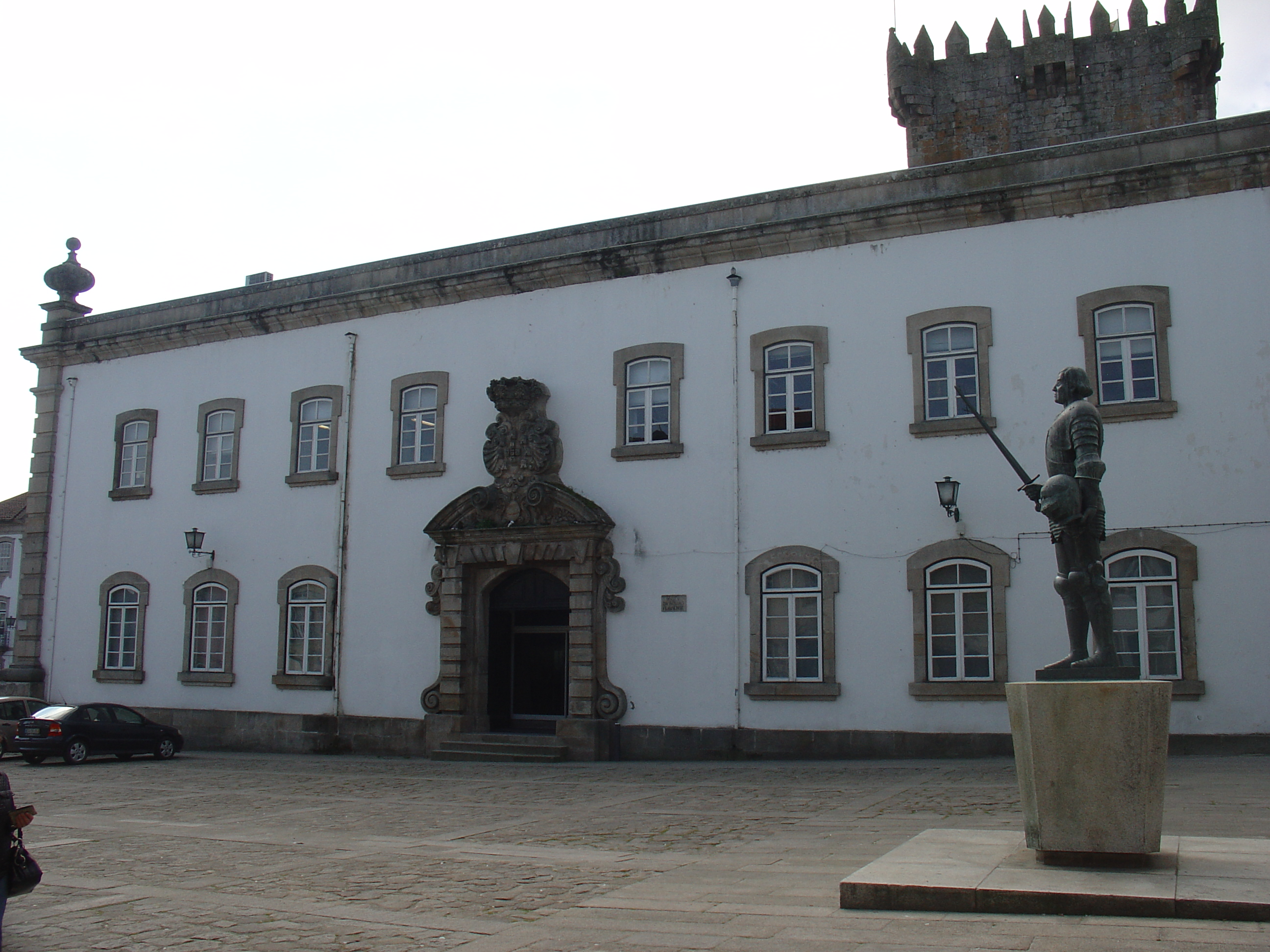
Museu Flaviense
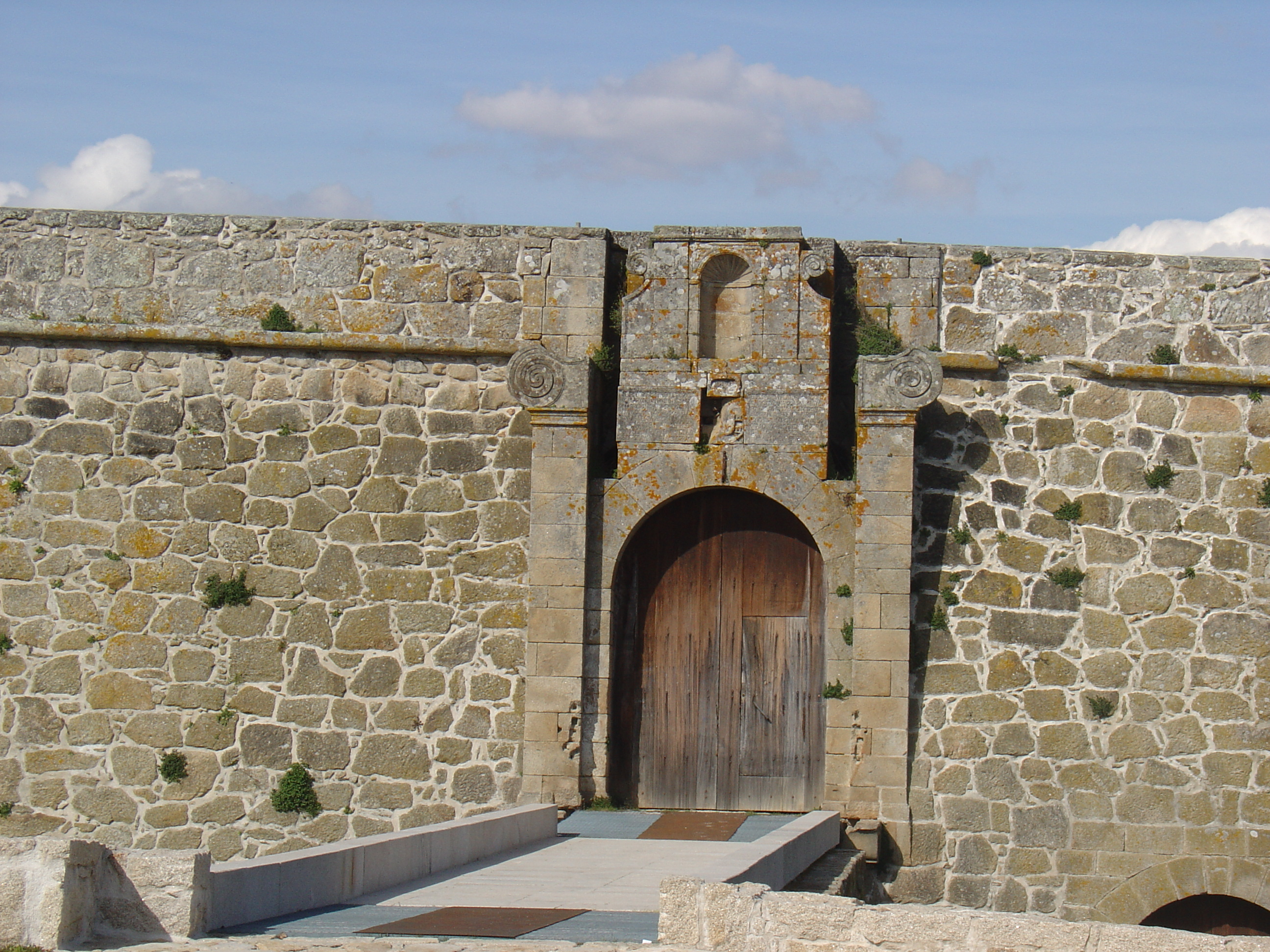
Porta de S. Neutel
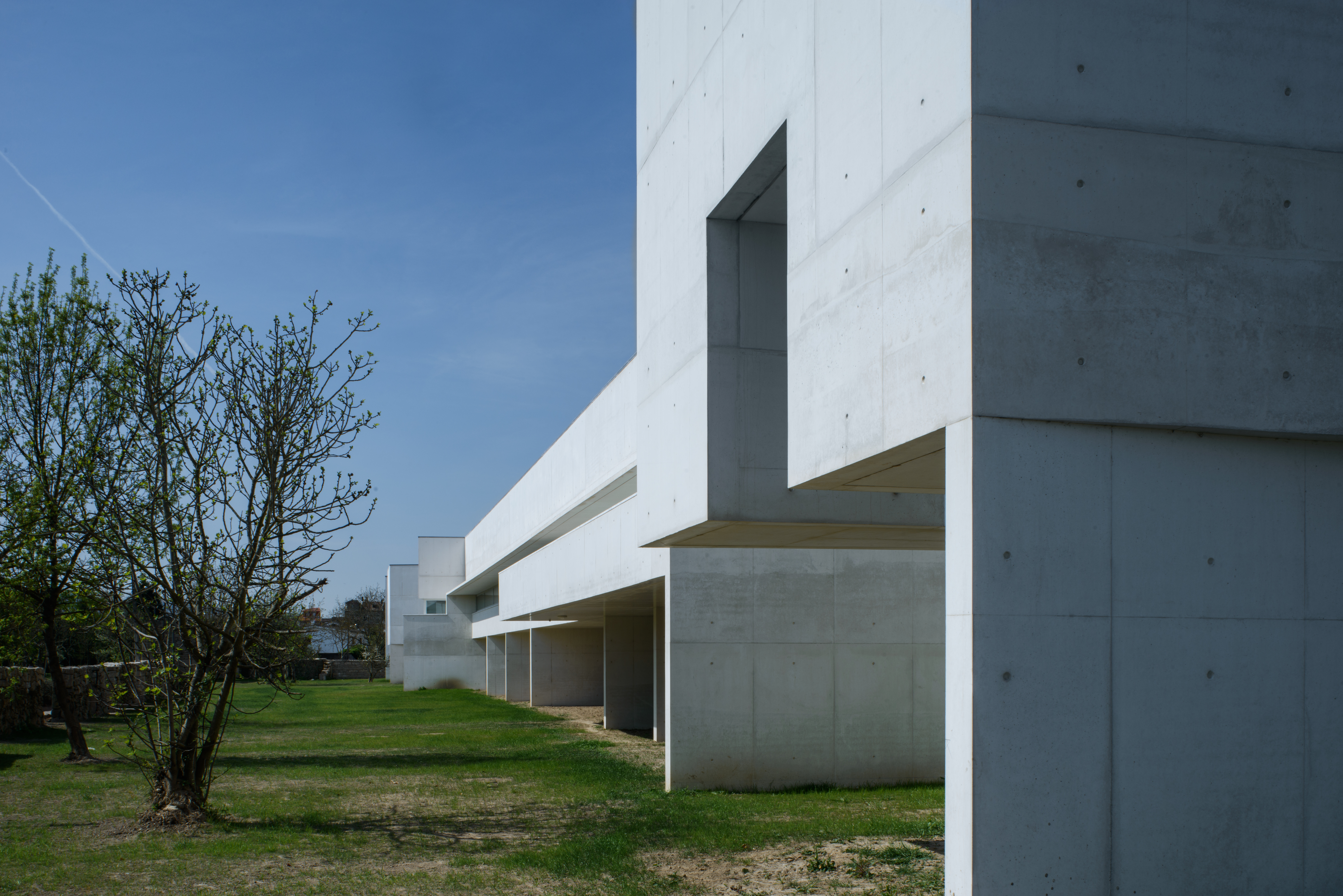
Museu de Arte Contemporânea Nadir Afonso

### Igrejas e capelas

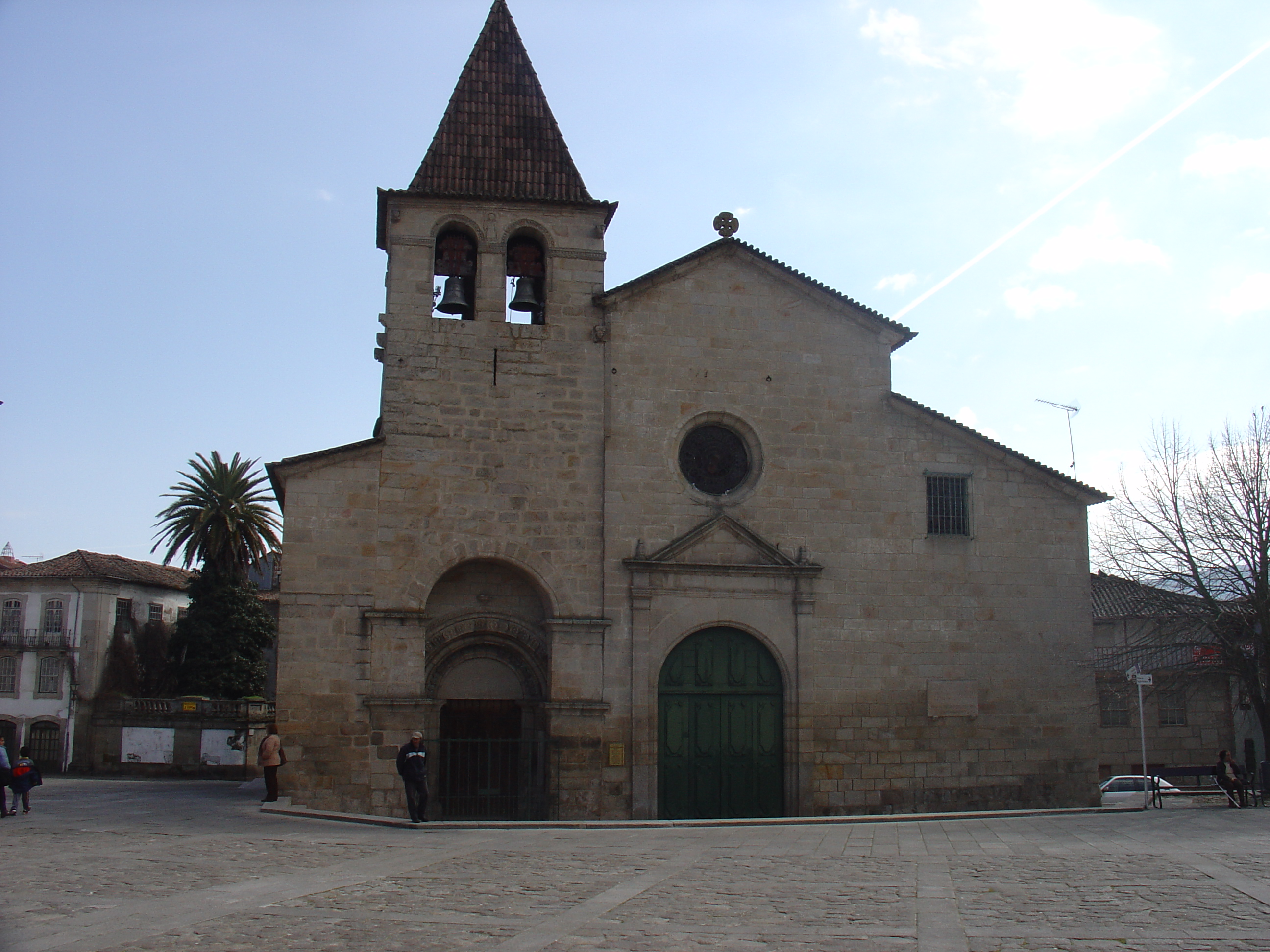
Igreja de Santa Maria Maior
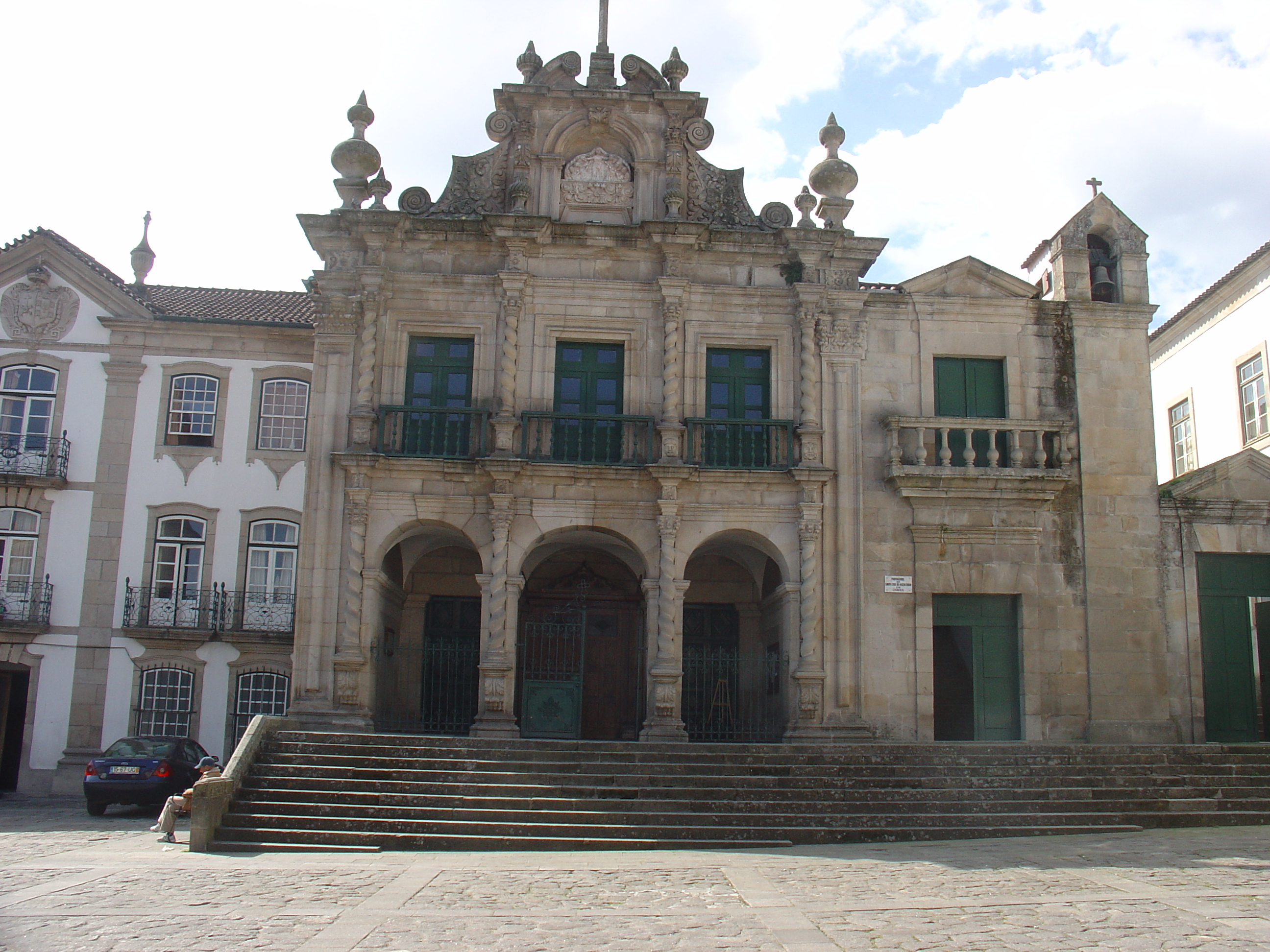
Igreja da Misericórdia
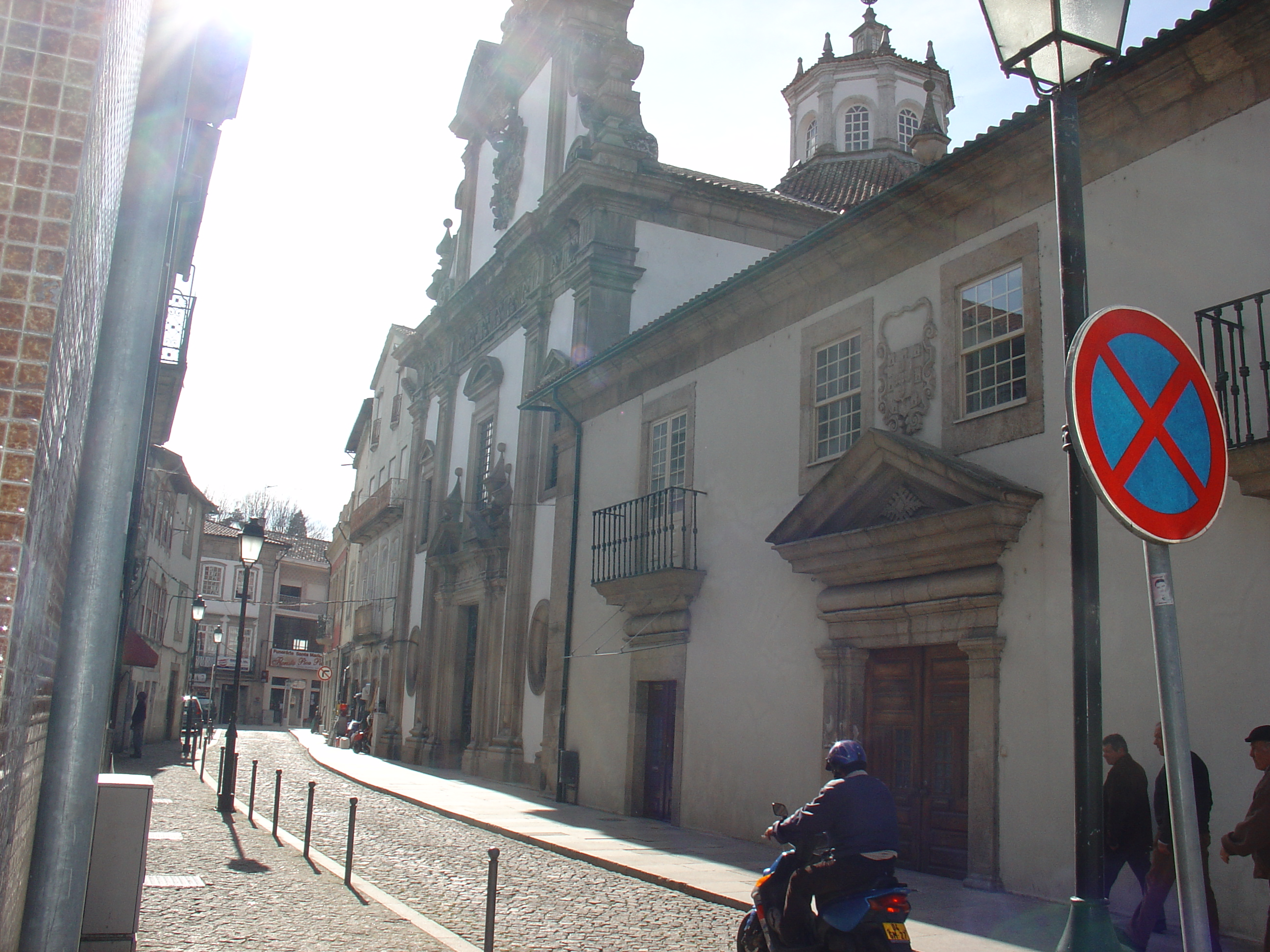
Igreja da Madalena
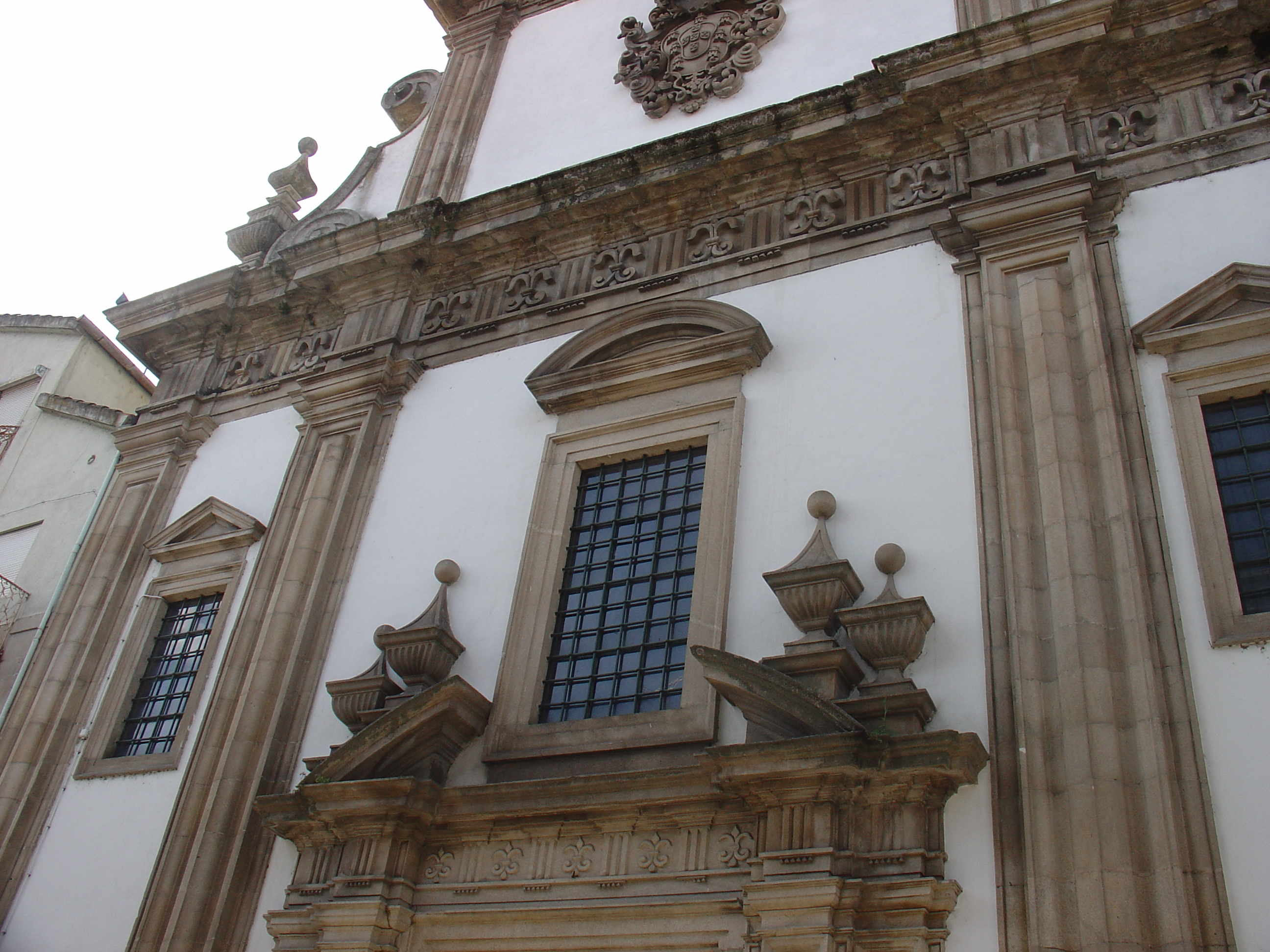
Fachada da Igreja da Madalena
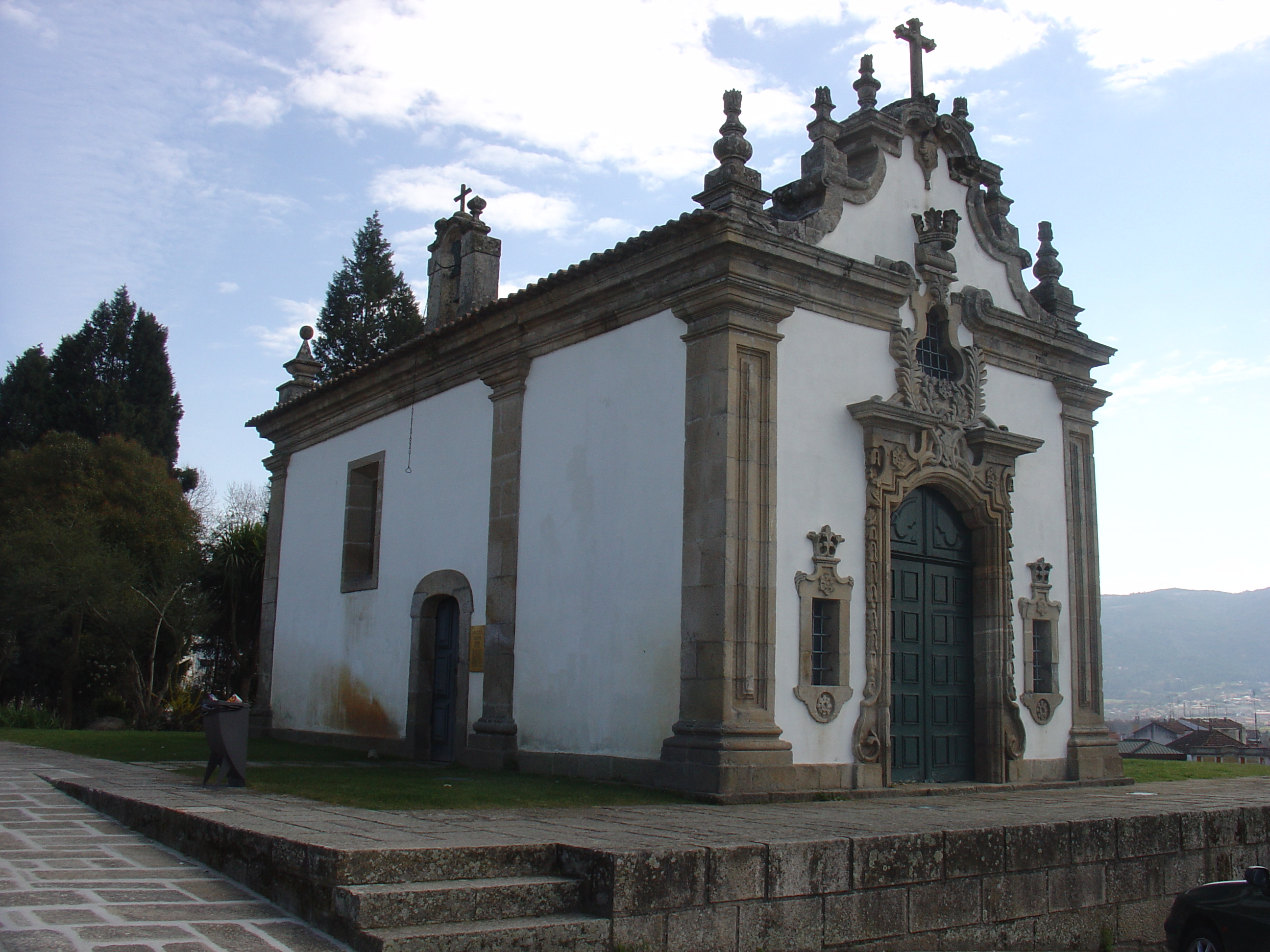
Igreja da Lapa
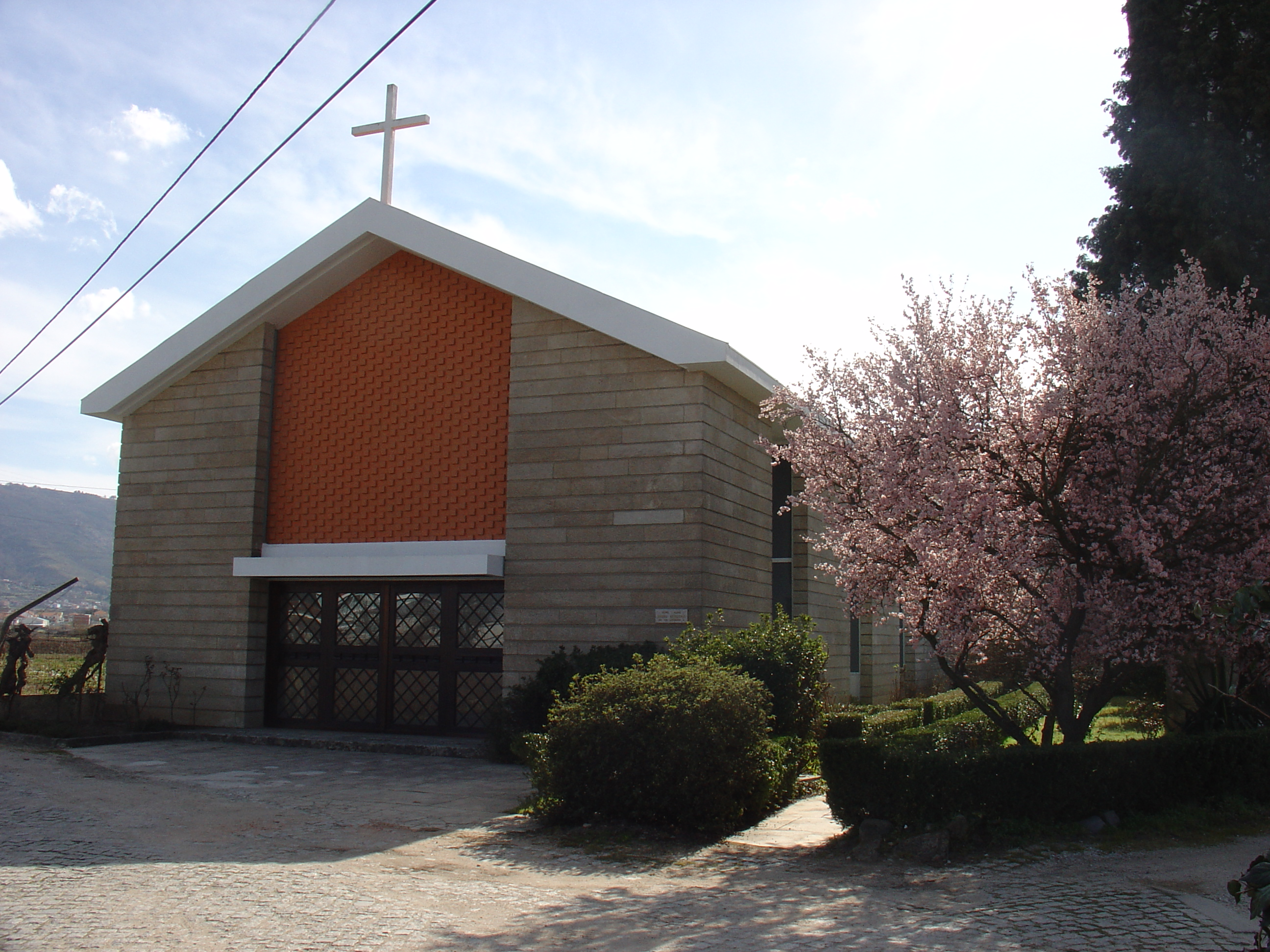
Igreja dos Salezianos
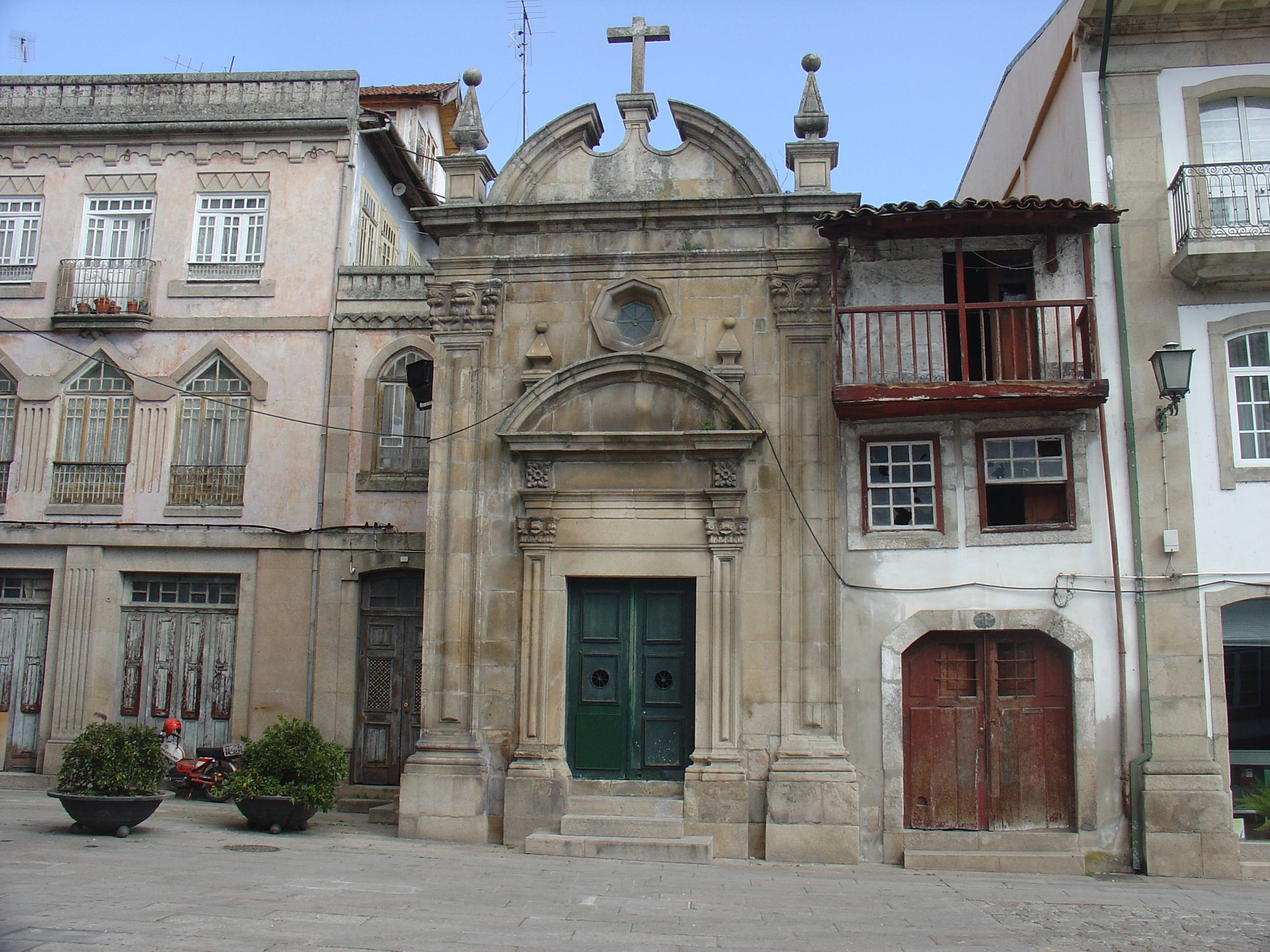
Capela da Santa Cabeça
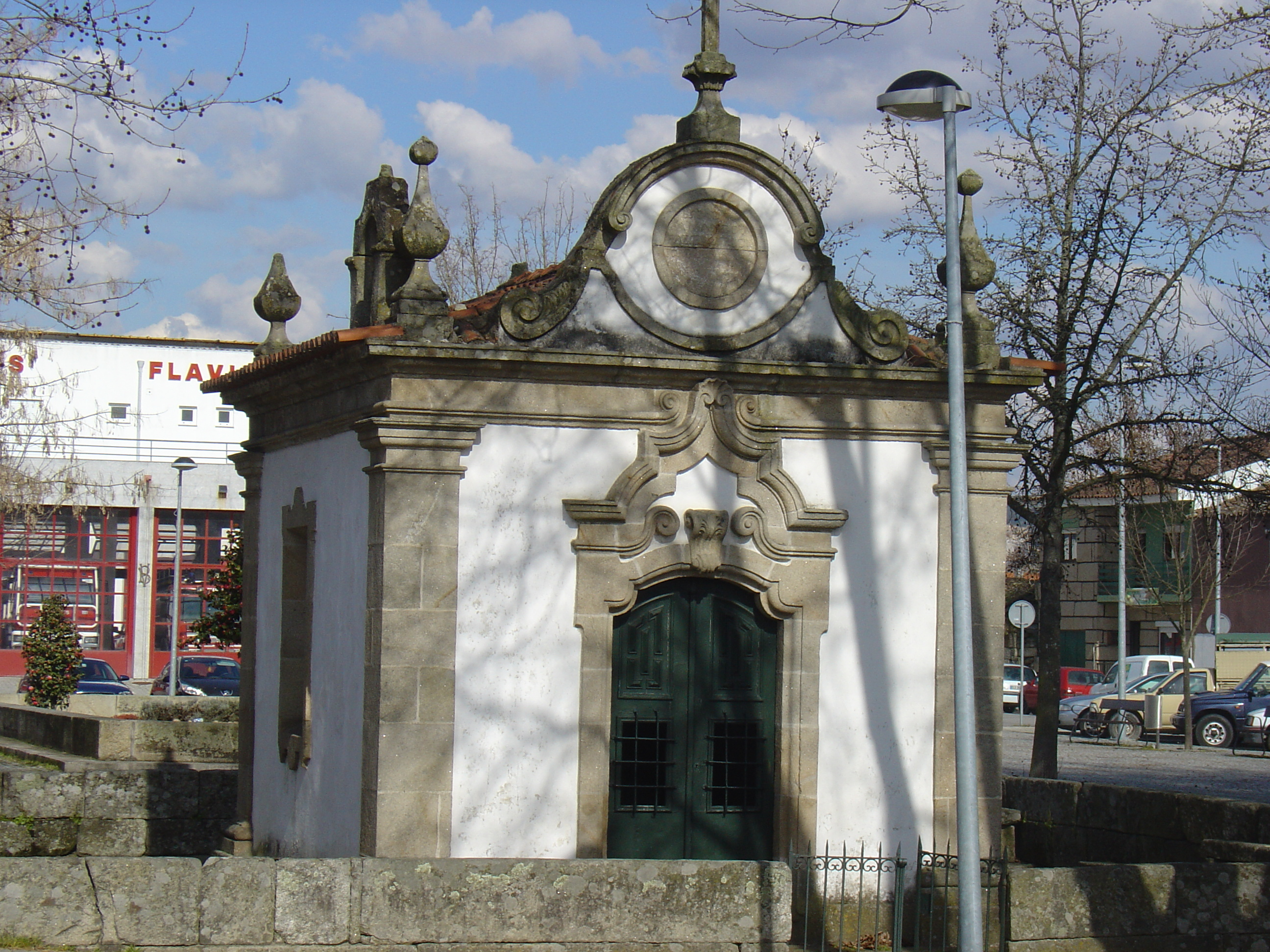
Capela da Madalena
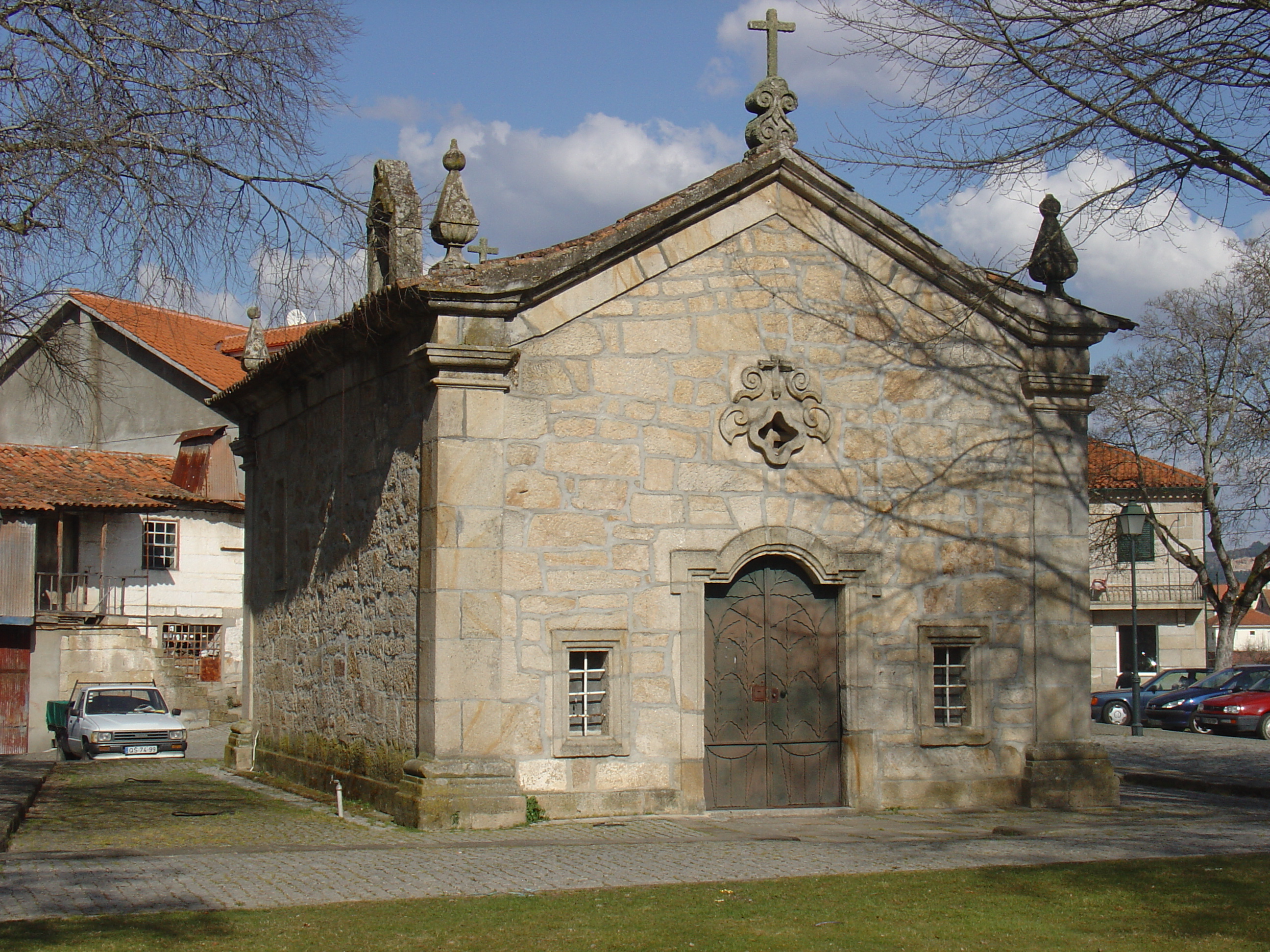
Capela de S.Roque
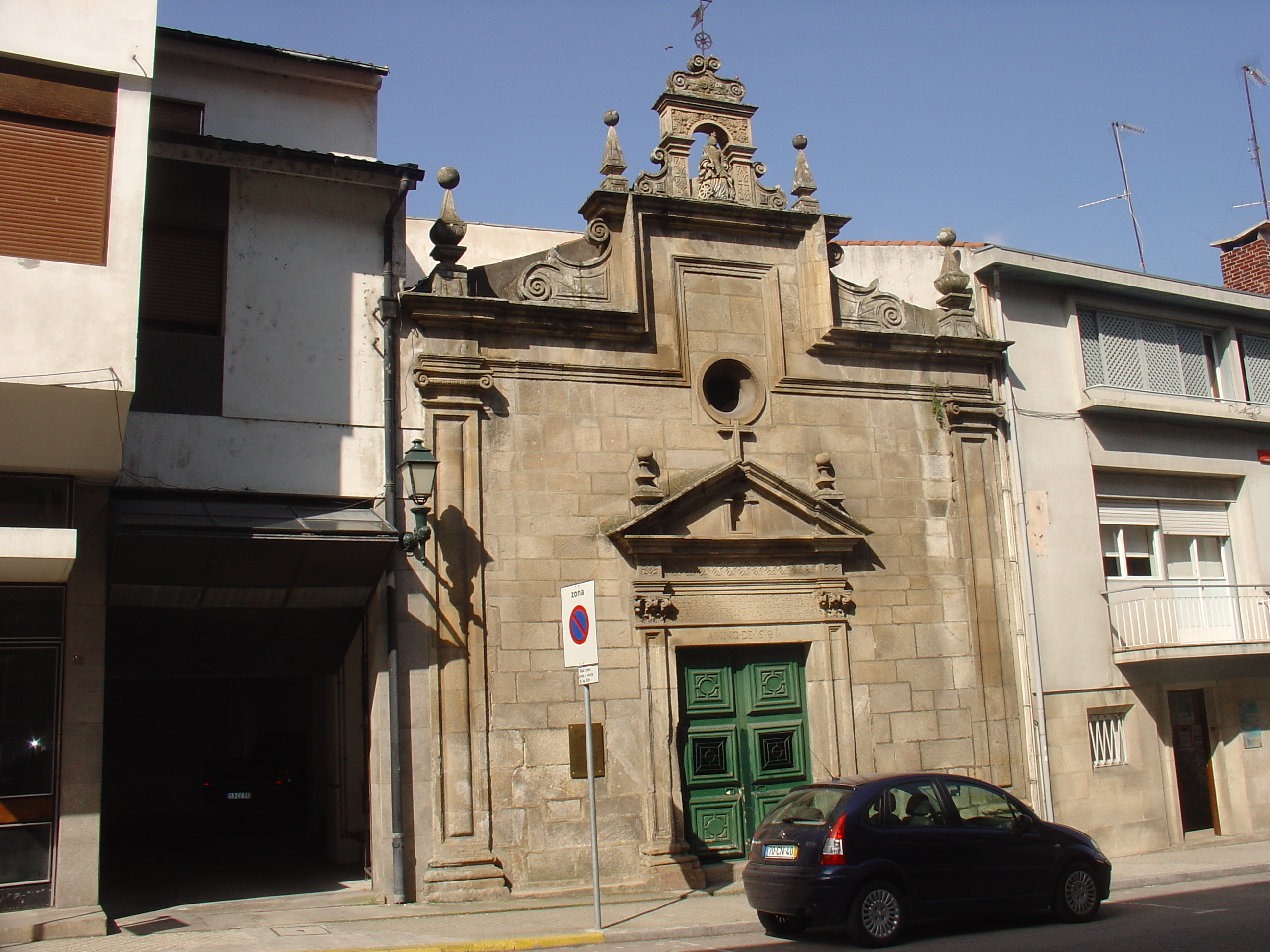
Capela da rua Primeiro de dezembro
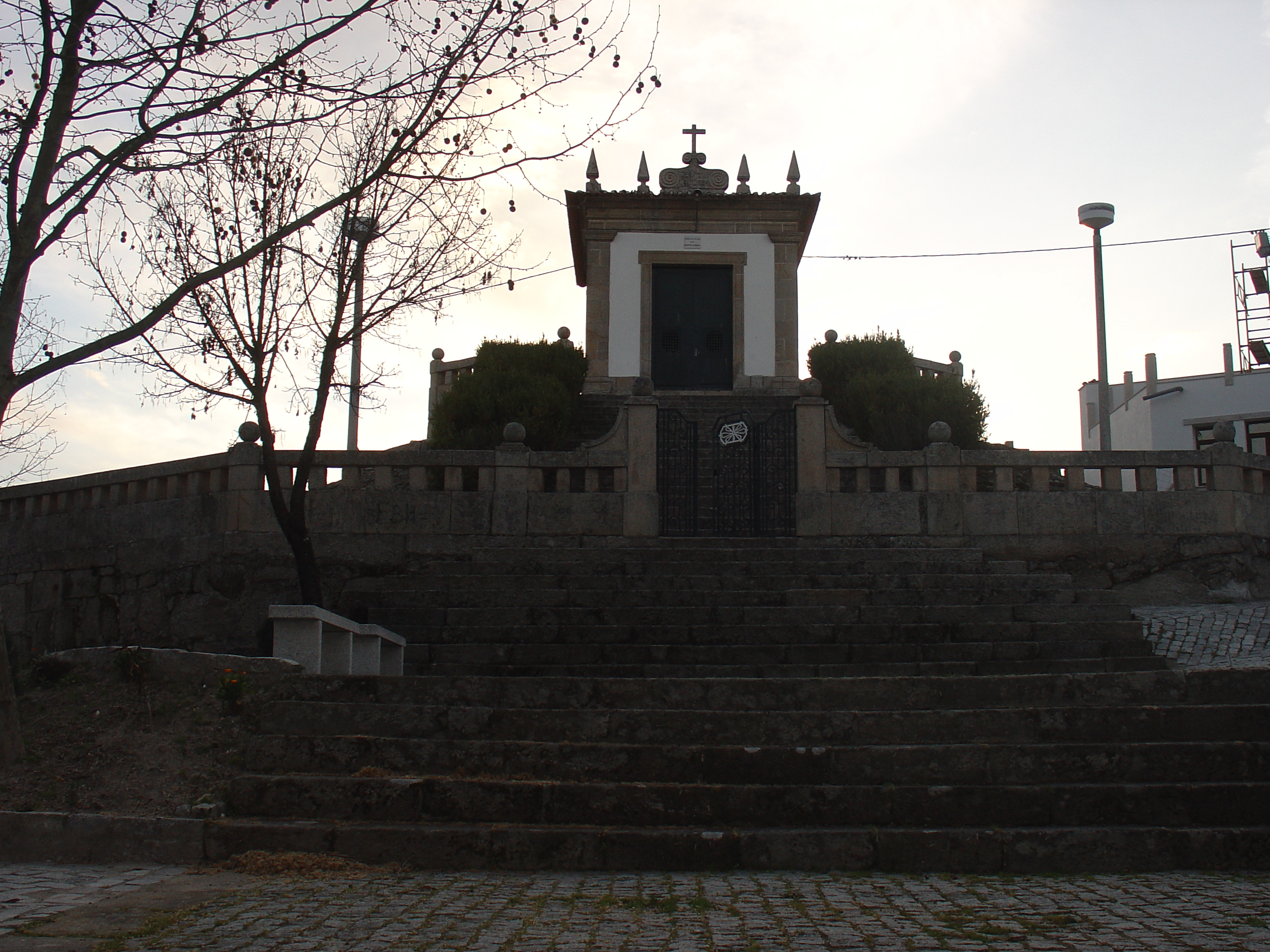
Capela de Santo Amaro ou S. Mauro
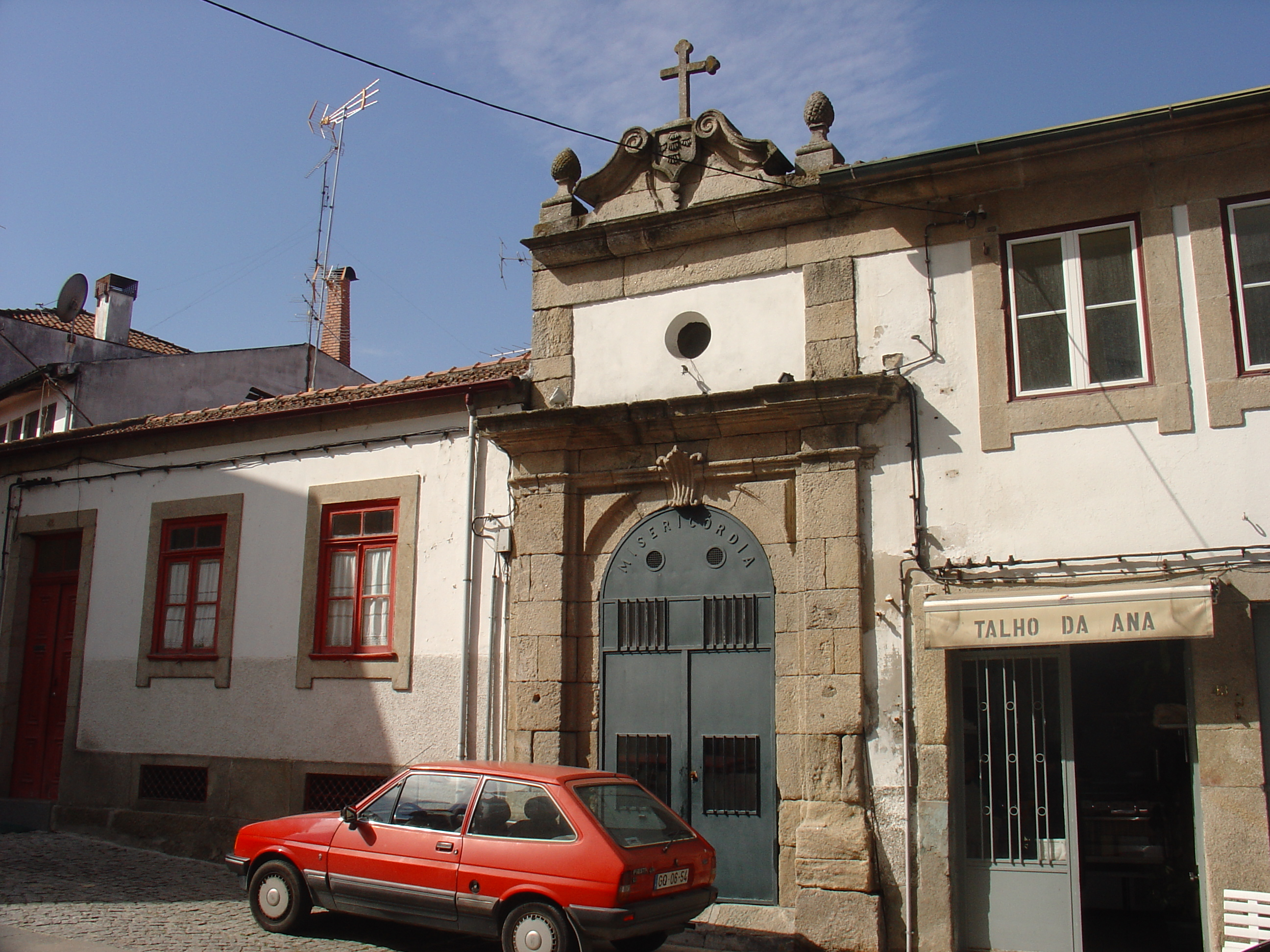
Capela do Senhor dos Passos
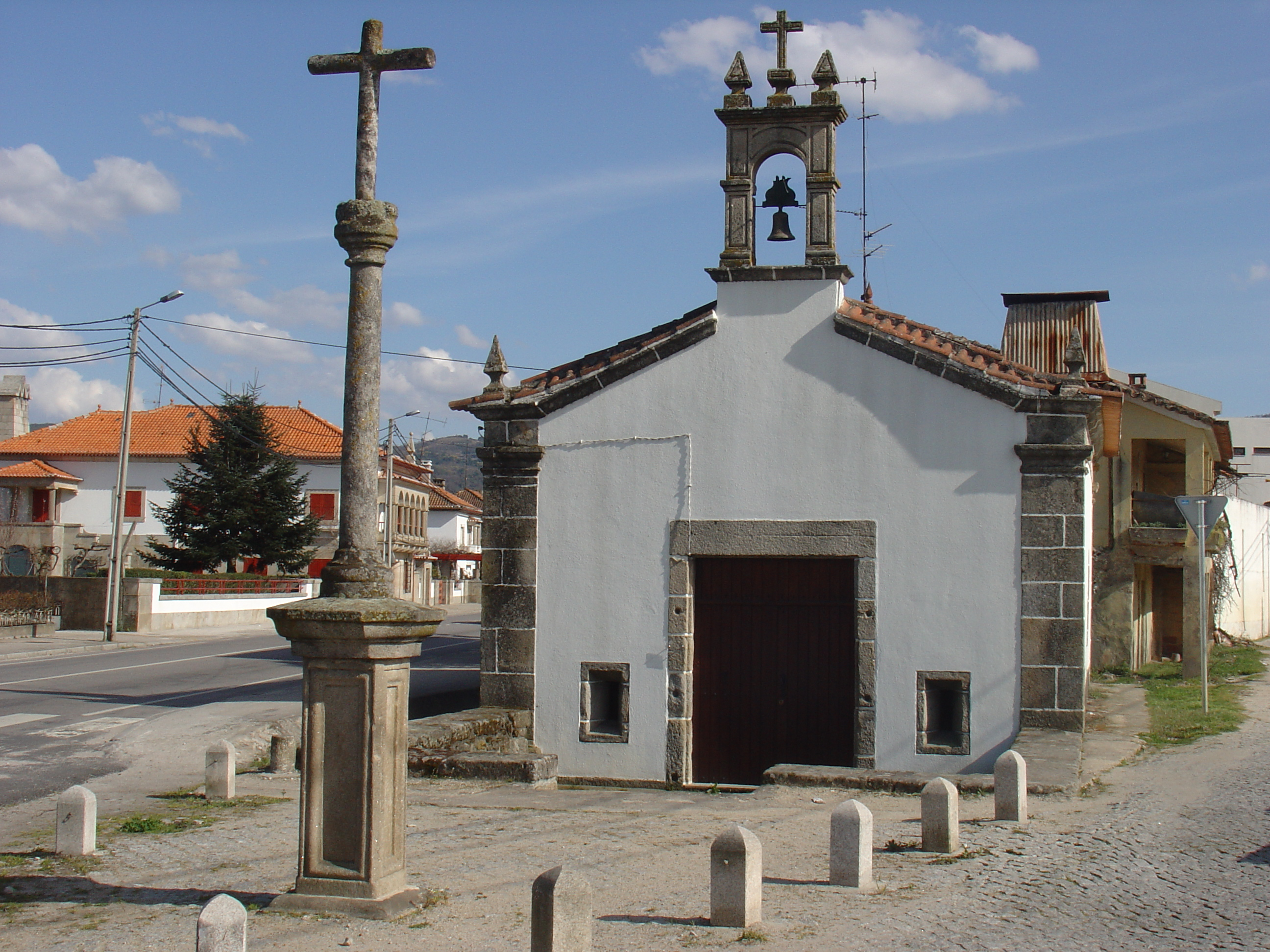
Capela e Cruzeiro de S. Bento
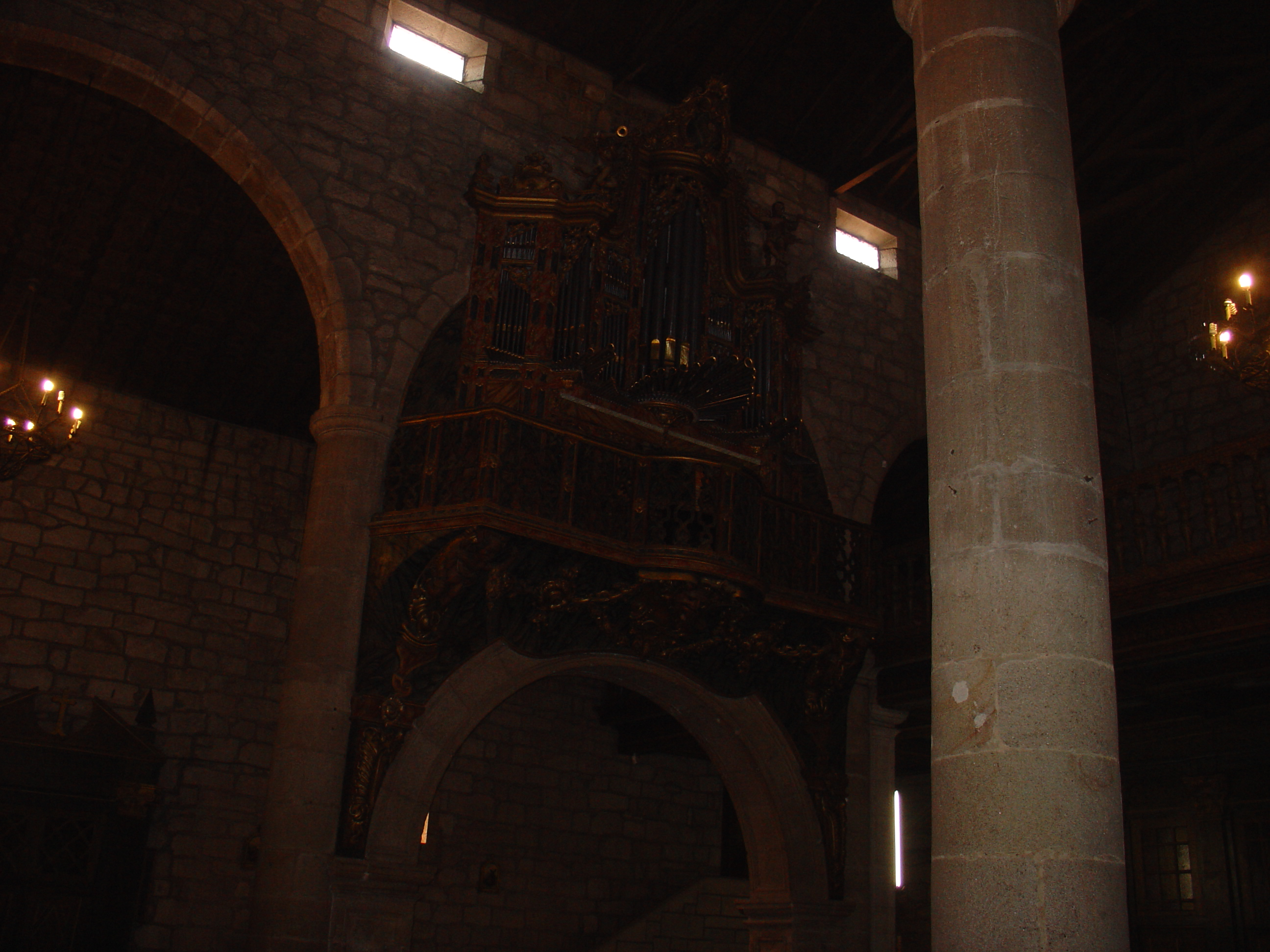
Órgão da Igreja Matriz

## Espaços públicos

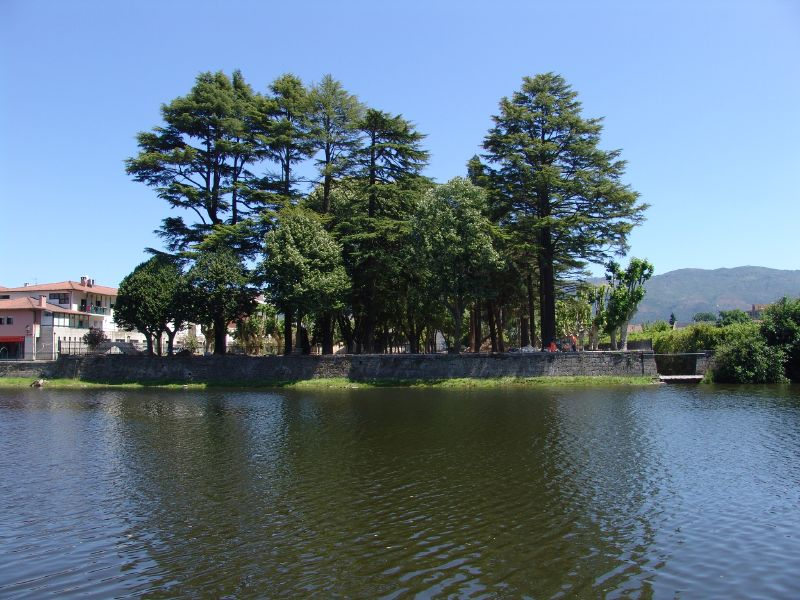
Árvores centenárias do Jardim Público na Madalena

## Gastronomia

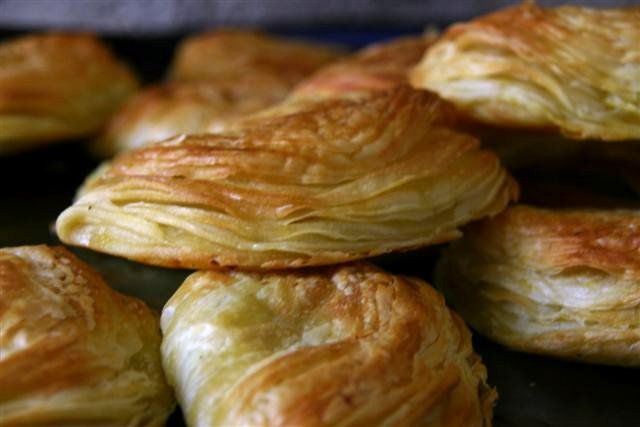
Pastel de Chaves
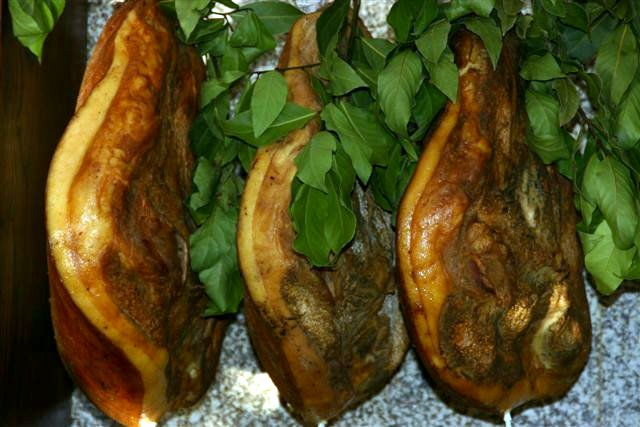
Presunto de Chaves
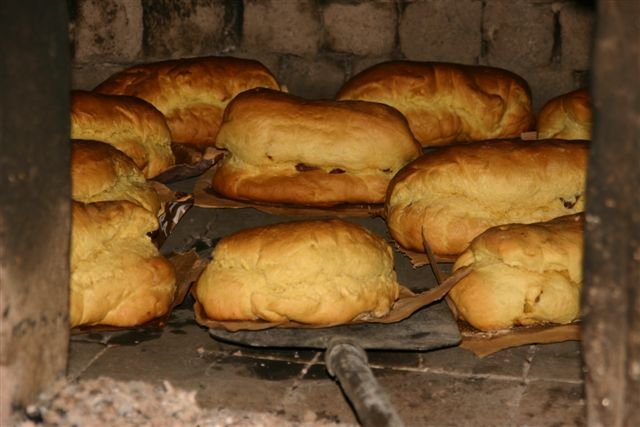
Folar de Chaves
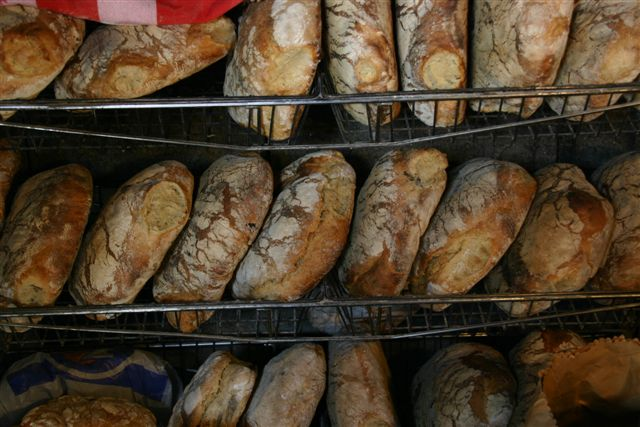
Pão de centeio

## Eurocidade Chaves–Verín

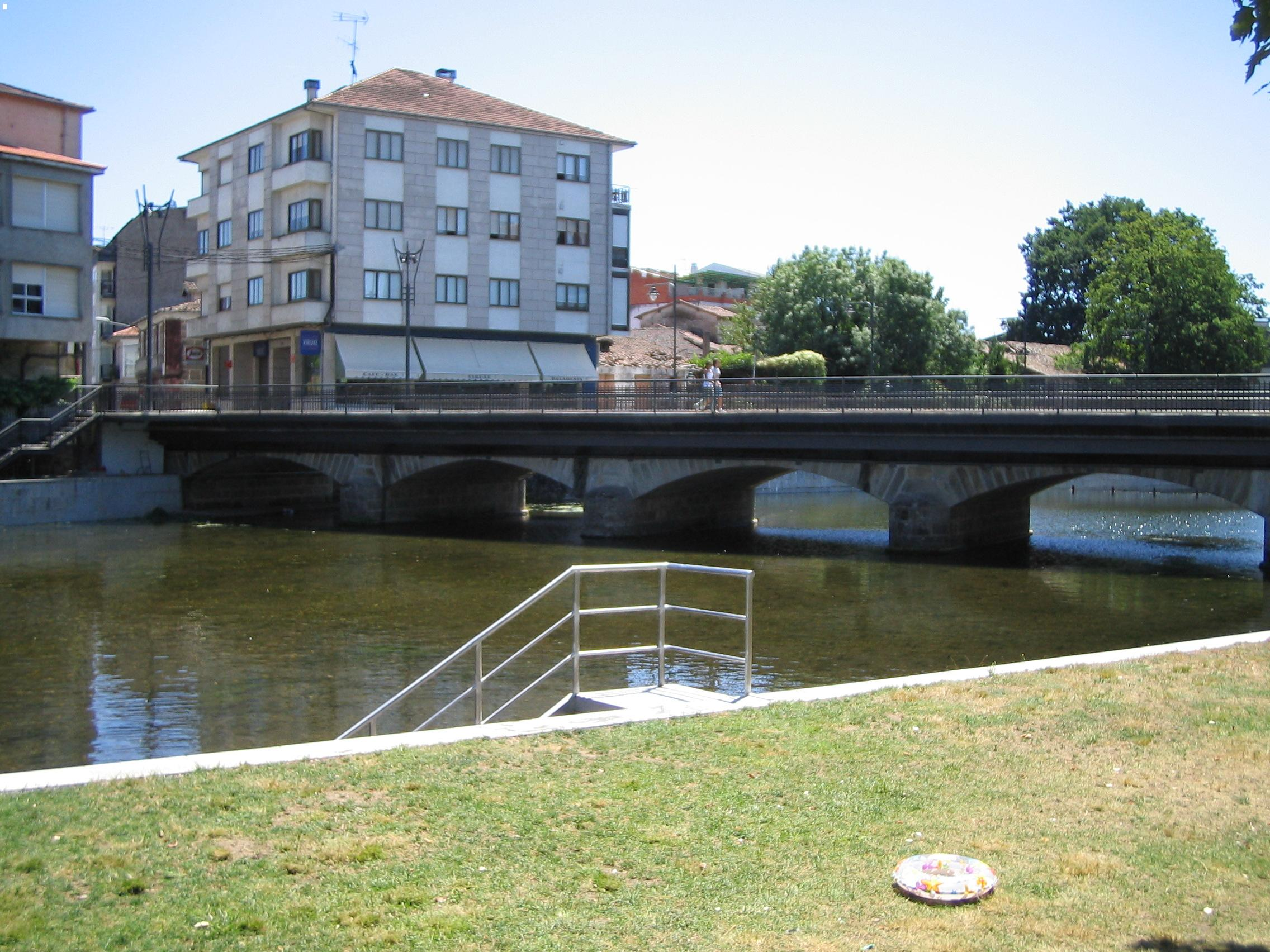
Verín

## Clima
Chaves possui um clima mediterrânico do tipo Csa, na fronteira com Csb, ou seja, com verões quentes, mas a aproximar-se de verões amenos. Dias com mais de 30 °C ocorrem frequentemente, cerca de 58 por ano em média, e os verões são secos, mas as noites de verão são bastante frescas. Os invernos são frios e mais chuvosos, sendo que dias abaixo de 0 °C ocorrem com frequência, cerca de 54 por ano, e mais de metade dos dias de janeiro em média.
| Dados climatológicos para Chaves                                    | Dados climatológicos para Chaves | Dados climatológicos para Chaves | Dados climatológicos para Chaves | Dados climatológicos para Chaves | Dados climatológicos para Chaves | Dados climatológicos para Chaves | Dados climatológicos para Chaves | Dados climatológicos para Chaves | Dados climatológicos para Chaves | Dados climatológicos para Chaves | Dados climatológicos para Chaves | Dados climatológicos para Chaves | Dados climatológicos para Chaves |
| Mês                                                                 | Jan                              | Fev                              | Mar                              | Abr                              | Mai                              | Jun                              | Jul                              | Ago                              | Set                              | Out                              | Nov                              | Dez                              | Ano                              |
| ------------------------------------------------------------------- | -------------------------------- | -------------------------------- | -------------------------------- | -------------------------------- | -------------------------------- | -------------------------------- | -------------------------------- | -------------------------------- | -------------------------------- | -------------------------------- | -------------------------------- | -------------------------------- | -------------------------------- |
| Temperatura máxima média (°C)                                       | 10,7                             | 13,7                             | 17,4                             | 18,2                             | 21,8                             | 26,8                             | 30,7                             | 30,6                             | 26,9                             | 20,5                             | 14,8                             | 11,6                             | 20,3                             |
| Temperatura média (°C)                                              | 5,8                              | 7,6                              | 10,3                             | 12                               | 15,1                             | 19,1                             | 22                               | 21,7                             | 18,9                             | 14                               | 9,9                              | 7,2                              | 13,6                             |
| Temperatura mínima média (°C)                                       | 0,8                              | 1,5                              | 3,1                              | 5,8                              | 8,3                              | 11,4                             | 13,4                             | 12,8                             | 10,9                             | 7,8                              | 4,9                              | 2,9                              | 7                                |
| Precipitação (mm)                                                   | 73                               | 47,1                             | 27,2                             | 65,2                             | 56,5                             | 26,7                             | 18,4                             | 19,8                             | 38,7                             | 73,3                             | 88,8                             | 102,1                            | 636,8                            |
| Fonte: Instituto Português do Mar e da Atmosfera 13 de maio de 2020 |                                  |                                  |                                  |                                  |                                  |                                  |                                  |                                  |                                  |                                  |                                  |                                  |                                  |

## Recursos hídricos
A diversidade do recurso natural água existente no concelho de Chaves, que tem vindo a ser potenciado na região, resulta da conjugação feliz de processos que ocorrem quer à superfície quer em profundidade. As águas minerais são uma evidência clara da tectónica de fraturação ativa e recente. O grande acidente tectónico que passa em Chaves é o fator principal. Esta falha de Penacova–Régua–Verín, é uma falha ativa com movimento de desligamento e uma extensão longitudinal de cerca de 500 km, permitindo a sua interligação com outras falhas, a ocorrência de fenómenos hidrogeológicos, tais como nascentes minerais e termais. De referir, a exploração das águas de Campilho e de Salus Vidago na Vila de Vidago, e a exploração das águas das Caldas ou Termas, bicarbonatadas, sódicas, gasocarbónicas, silicatadas e levemente fluoretadas que brotam a uma temperatura de 73 °C , na cidade de Chaves, dotando o concelho de potencialidades hídricas ímpares no contexto nacional e de projeção no plano internacional.